# Baroque sicilien
Le baroque sicilien est une forme spécifique d’architecture baroque apparue en Sicile aux XVIIe et XVIIIe siècles. Ce style comporte des caractéristiques typiquement baroques, telles que la profusion de courbes et d’ornements, mais se distingue aussi du courant européen par l’utilisation de masques ou d’anges souriants (les putti) et plus généralement par une flamboyance qu’il n'est possible de retrouver nulle part ailleurs. Jusqu’à récemment mal étudié, peu reconnu et rarement apprécié malgré les recherches menées par Anthony Blunt dans les années 1960, ce type de baroque donne à la Sicile une forte identité architecturale.

## Histoire
Le baroque sicilien vit le jour à la suite d’un puissant tremblement de terre survenu dans la région en 1693, qui imposa de reconstruire un grand nombre de bâtiments. Avant cette date, le baroque n'avait fait que discrètement son apparition sur l’île et relevait en réalité d'un style hybride et naïf qui trouvait davantage son inspiration dans l’héritage architectural local que dans l’œuvre des grands architectes baroques installés à Rome. Le séisme fournit aux jeunes architectes siciliens, dont beaucoup avaient été formés à Rome, un terrain idéal pour reproduire le baroque plus sophistiqué alors en vogue en Italie continentale. Leurs ouvrages, remplis d’innovations stylistiques, inspirèrent les autres architectes locaux qui finirent tous par suivre le même exemple : dès 1730, les nouvelles constructions en Sicile étaient entièrement supervisées par ces architectes natifs de la région et parfaitement rompus au baroque, au point qu’ils développèrent ensuite une interprétation singulière et très localisée de ce courant artistique. Le baroque sicilien tomba en désuétude à partir des années 1780, lorsque le néo-classicisme s’imposa comme le nouveau style à la mode.
Le baroque sicilien, si riche en ornements et en décorations, reflète fidèlement l’histoire sociale de l’île à cette époque, et symbolise le chant du cygne pour toute une caste de mécènes nobles, alors en perte d’influence. Le phénomène du haut-baroque sicilien dura à peine un demi-siècle, mais a imprimé à l’île une identité architecturale qui l’a accompagnée jusqu’à aujourd’hui.

## Caractéristiques du baroque sicilien

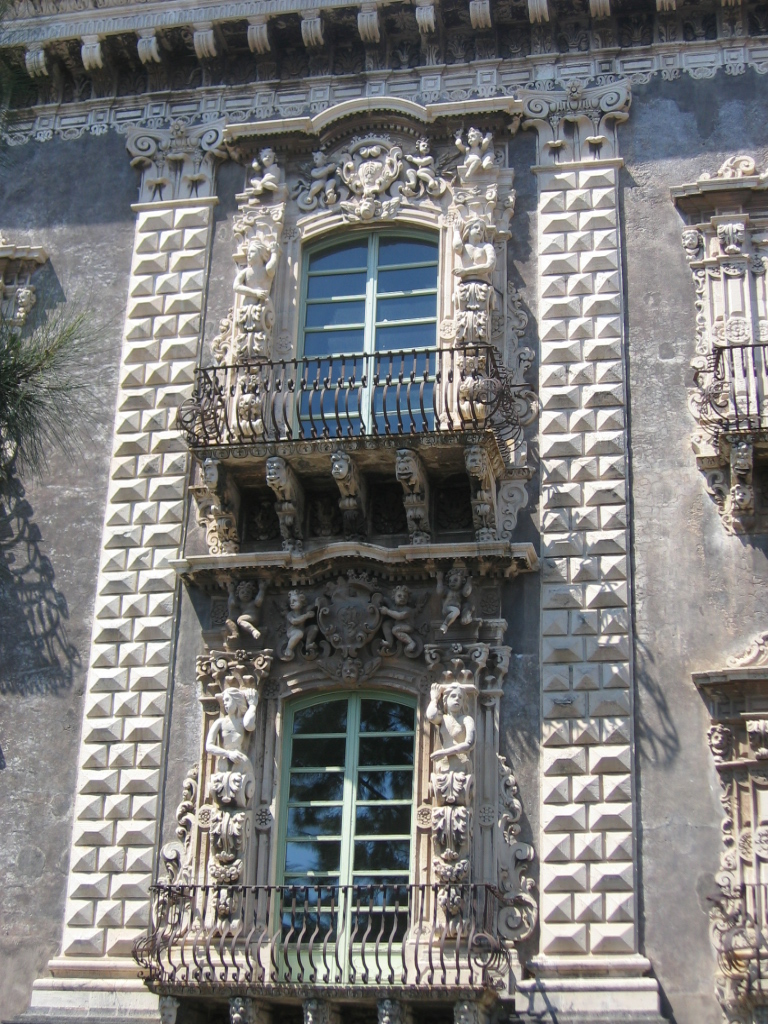
L’université de Catane, construite selon les plans de Giovanni Battista Vaccarini et achevée en 1752, est un exemple typique de baroque sicilien : putti ornant les balcons, balustrades en fer forgé, pierres de taille décorées et recours à des roches volcaniques pour les teintes de noir et de gris.

L’architecture baroque est un style européen apparu dans l’Italie du XVIIe siècle et qui se caractérise essentiellement par sa flamboyance, sa théâtralité, la richesse des ornements sculpturaux et le recours fréquent à des effets de clair-obscur (chiaroscuro) entre la lumière et l’ombre dans un édifice.
Le baroque sicilien représente bien davantage que le simple contingent d’ouvrages baroques qui se trouveraient avoir été édifiés en Sicile, et s’est affirmé comme un style autonome. Le baroque y a par exemple la particularité d’avoir été confiné d’une part aux bâtiments commandés par l’Église catholique romaine et d’autre part aux palazzi, les résidences privées de l’aristocratie sicilienne. Les premières apparitions du baroque en Sicile étaient maladroites, mal proportionnées et ne soutenaient en rien la comparaison avec les réalisations grandioses de Rome, Florence ou Naples. À partir du milieu du XVIIIe siècle, toutefois, le baroque sicilien parvint à sa pleine individualité et se distingua dès lors la plupart du temps par au moins deux ou trois des caractéristiques suivantes :
- Des mascarons et des putti, donnant volontiers dans le burlesque, viennent souvent soutenir les balcons ou décorer l’entablement d’un édifice. Ces faciès souriants et très voyants sont une relique de l’architecture maniériste.
- Les balcons, à partir de 1633, sont fréquemment agrémentés de balustrades en fer forgé présentant des motifs complexes, par opposition à la période précédente où les balustrades étaient de conception plus simple.
- Les escaliers extérieurs sont alors assez répandus dans les villas et les palazzi. La plupart de ces résidences sont en effet dotées d’une entrée officielle conçue à l’origine pour les carrosses, et qui consiste en un arc percé dans la façade donnant sur la rue et menant à une cour intérieure. C’est de là généralement que s’élève, jusqu’aux pièces de réception du premier étage, un double-escalier aux entremêlements raffinés : les volées symétriques d’escaliers peuvent changer jusqu’à quatre fois de direction. Les églises, quant à elles, ne sont souvent accessibles qu’au bout d’un long escalier rectiligne rappelant la Piazza di Spagna à Rome.
- Les façades, qu’il s’agisse des églises ou des palazzi, étaient fréquemment courbées de façon concave ou convexe. À l’occasion, le renfoncement ainsi créé par la courbe servait à implanter un escalier extérieur.

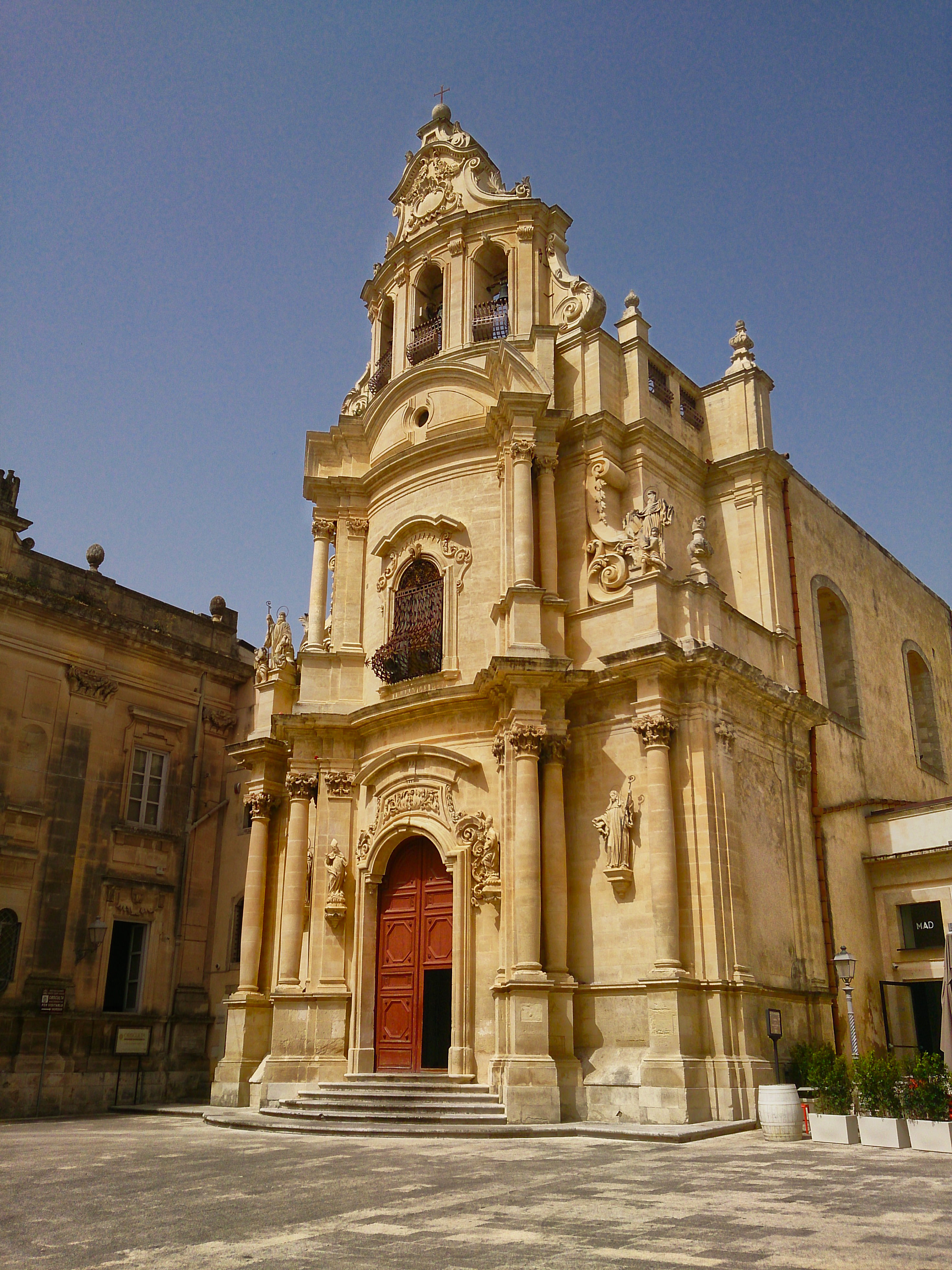
Un clocher couronne l’église San Giuseppe de Raguse, réalisée par Rosario Gagliardi.

- Le clocher, en Sicile, n’est pas installé sur un campanile à côté de l’église, comme c’est souvent le cas en Italie continentale, mais sur la façade de l’édifice religieux lui-même, la plupart du temps au-dessus du fronton central.les clochers était grands • Le clocher compte une ou plusieurs cloches, chacune sous son propre arc (voir ci-contre). Lorsque l’église est particulièrement importante et qu’elle possède de nombreuses cloches, les hauteurs de la façade principale prennent la forme d’une arcade richement sculptée et décorée, comme c’est le cas sur la Collegiata de Catane. Le clocher constitue l’un des éléments les plus typiques et permanents du baroque sicilien.
- L’intérieur des églises arbore une profusion de marbres colorés, incrustés dans le sol comme dans les murs .
- Les colonnes, surtout au début de la période, ne sont que très rarement agglomérées, mais plutôt déployées individuellement. Par ailleurs, même si elles sont souvent ornées de dorures, elles ne soutiennent généralement que des arcs de facture très simple, ce qui dénote l’influence encore forte de la période normande, beaucoup moins sophistiquée.
- Les pierres de taille font l’objet d’un soigneux travail de sculpture et de décoration. Dès la fin du XVIe siècle, les architectes siciliens ornaient la pierre de gravures représentant des feuilles, des écailles de poissons ou même des coquillages. Ces derniers allaient s’imposer ensuite comme le motif dominant du style baroque. Parfois, ce travail de la pierre était effectué sur les piliers plutôt que sur les murs, par pur désir de surprendre en allant à l’inverse de ce qui est normalement attendu.
- De nombreux bâtiments du baroque sicilien ont été construits à partir de la roche volcanique locale, étant donné qu’elle était la plus aisément accessible. Ses nuances de noir et de gris sont régulièrement mises à profit pour créer des effets de clair-obscur, accentuant ainsi la prédilection déjà forte du baroque pour l’ombre et la lumière.

- Influence européenne:

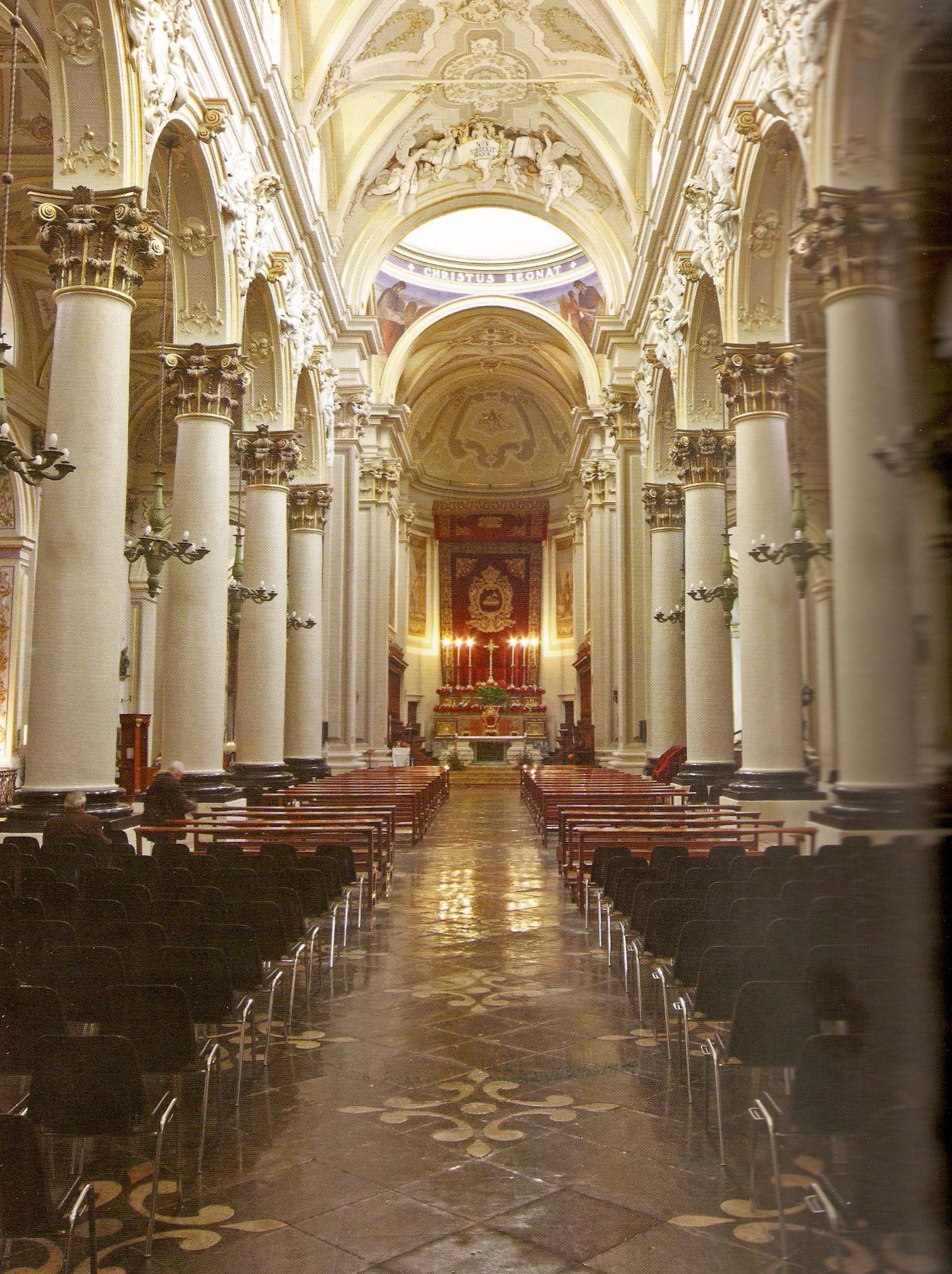
Exemple de baroque sicilien précoce : la cathédrale Saint-Jean-Baptiste de Raguse (1694 – 1735).

  - L’influence architecturale de l’Espagne, alors au pouvoir sur l’île, peut souvent se faire ressentir, bien que moins intensément que le Gothique normand. Le style hispanique est particulièrement perceptible à l’est de la Sicile : la monumentale Porta Grazia de Messine (1680), par exemple, ne dépareillerait pas dans les autres villes et citadelles de l’Empire espagnol. Le modèle de cette porte de ville en forme d’arc fut abondamment copié par la ville de Catane après le tremblement de terre.
  - Influence du baroque autrichien et allemand.
  - Influence du baroque français et des styles qui ont dominé la cour de Versailles.
  - Influence du goût, de l'art et surtout de l'architecture britannique ; en raison des liens étroits qui unissent la Sicile à l'Angleterre depuis longtemps ; surtout l'aristocratie

Finalement, le baroque sicilien ne peut cependant pas se définir par la simple présence d’un ou plusieurs des éléments susmentionnés, étant donné qu’aucun d’entre eux n’est exclusif à l’architecture sicilienne. Une appréciation pleine et entière du baroque sicilien impose certes d’identifier certaines de ces propriétés, mais aussi de juger de l’ensemble de l’édifice et de son esprit, afin de déterminer si les courbes, les sculptures et les décorations arborent bien cette fluidité si caractéristique de l’art de vivre sicilien.

## Naissance du baroque sicilien

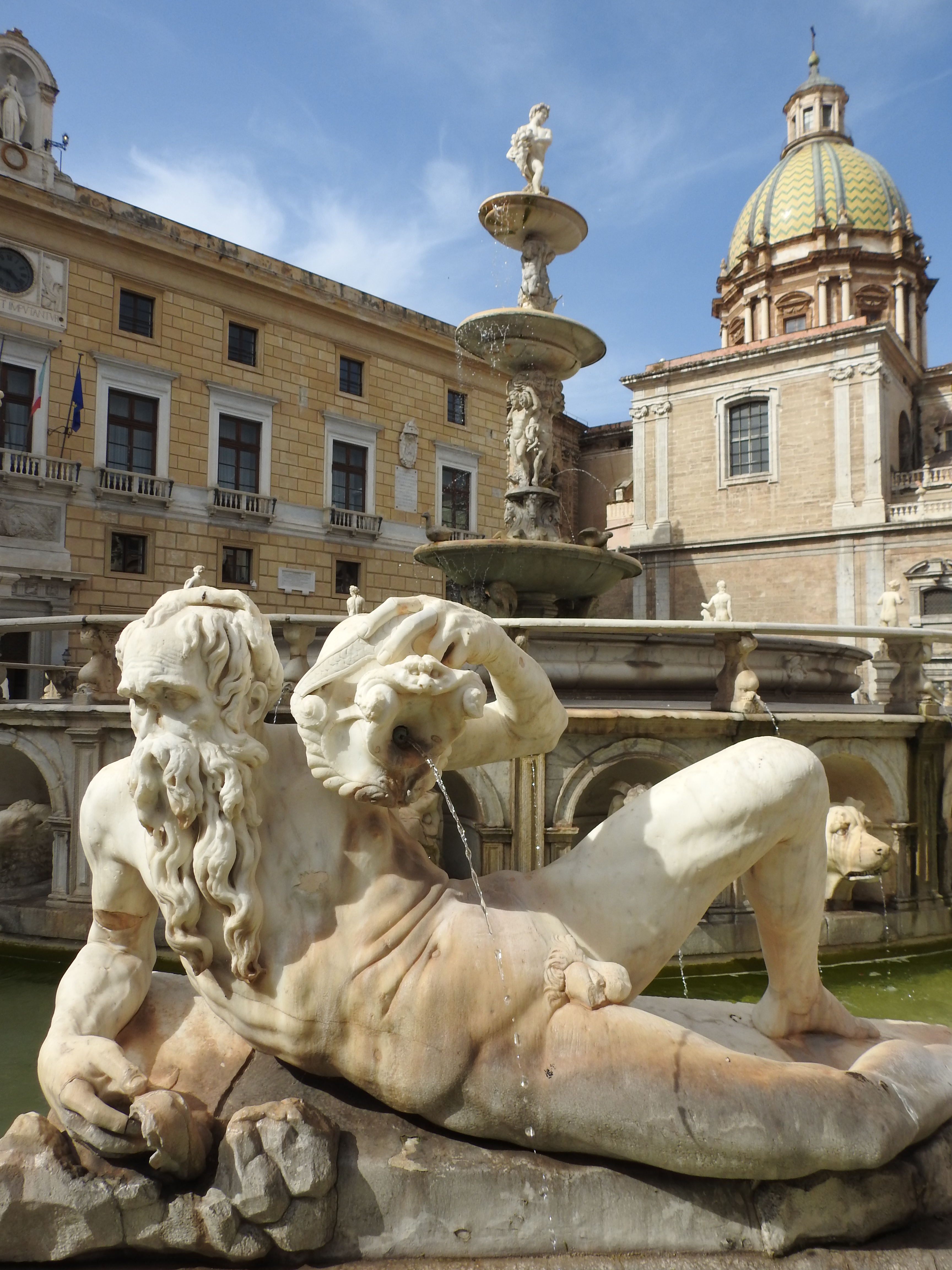
La Piazza Pretoria de Palerme. La fontaine (vers 1554), œuvre de Francesco Camilliani, est le seul exemple d’art de la Haute-Renaissance dans la cité. Elle est surplombée par l’église Sainte Catherine (vers 1556) et par son dôme baroque plus tardif.

La Sicile, petite terre volcanique de la Méditerranée centrale, a été colonisée par les Grecs, durement administrée par les Romains, soumise à l’Empire byzantin, conquise par les barbares, érigée en émirat musulman, puis en duché normand, avant d’être cédée aux Hohenstaufen, gouvernée par les Capétiens et enfin par l’Espagne. L’île passera ensuite aux Bourbons napolitains, et ne sera finalement unie au royaume d’Italie qu’en 1860. Les Siciliens ont ainsi absorbé de nombreuses cultures, ce qui se traduit par une grande variété architecturale.
Une forme innovante d’architecture décorative et classique, spécifique à la Sicile, avait commencé à s’affirmer dès les années 1530. Fortement influencée par les ruines des monuments grecs et par les cathédrales normandes édifiées sur l’île, cette émancipation passa notamment par l’adoption de motifs architecturaux typiques de l’art de la Grèce antique, tels que celui de la « clé grecque ». L’empreinte de l’art normand, quant à elle, continuait à se faire sentir par l’utilisation d’arcs et par l’importance accordée aux ouvertures de fenêtres.
Cette architecture naissante est à plus d’un titre exceptionnelle : contrairement à celle de l’Europe continentale, en effet, elle ne trouvait pas sa source dans l’architecture de la Renaissance mais constituait en réalité une forme évoluée de Gothique normand. L’art de la Renaissance toucha à peine la Sicile : même dans la capitale qu’est Palerme, le seul ouvrage appartenant à la Haute-Renaissance est une fontaine apportée de Florence, où elle avait été construite vingt ans plus tôt. (illustration no 5)
Quelle que soit la raison pour laquelle le style de la Renaissance ne devint jamais populaire en Sicile, il ne s’agissait en aucun cas d’ignorance. Antonello Gagini était engagé dans la construction de l’église Santa Maria di Porto Salvo lorsqu’il trouva la mort en 1536. Il fut remplacé par l’architecte Antonio Scaglione, qui abandonna le style Renaissance de son prédécesseur pour finir l’édifice dans un style normand. C’est donc bien cet art normand qui semble avoir influencé l’architecture sicilienne pratiquement jusqu’au tremblement de terre de 1693. Même la période du maniérisme semble avoir oublié la petite île. Finalement, seule la ville de Messine présente un réel héritage de la Renaissance, en partie pour des raisons géographiques : Messine, si proche du continent que l’on peut y apercevoir les côtes de l’Italie, a toujours été plus réceptive aux courants artistiques qui y fleurissaient. Les mécènes de l’aristocratie locale faisaient souvent appel à Rome ou Florence pour leur fournir un architecte : un exemple nous en est fourni par le Florentin Giovanni Angelo Montorsoli, qui importa à Messine un art typiquement toscan vers le milieu du XVIe siècle. Toutes ces influences restèrent toutefois largement confinées à Messine et à ses environs immédiats.
Cela ne signifie pas que la Sicile était indifférente à ce qui se passait ailleurs en Europe. Le paysage architectural des principales villes siciliennes fut profondément influencé par la famille du sculpteur Domenico Gagini, qui arriva de Florence en 1463. Cette fratrie de sculpteurs et de peintres commença à décorer les églises et les autres édifices de sculptures très décoratives et figuratives. Entre 1531 et 1537 – moins d’un siècle après l’arrivée de sa famille – Antonio Gagini acheva l’arc aux allures de proscenium de la Cappella della Madonna, dans le Santuario dell'Annunziata de Trapani. Cet arc agrémenté d’un fronton est non pas gravé de décorations, mais lourdement orné de bustes de saints en relief. Le fronton est quant à lui décoré de saints allongés, qui soutiennent une frise menant jusqu’au bouclier qui couronne le fronton. Cette composition audacieuse fut le premier signe indiquant que la Sicile développait sa propre forme d’architecture décorative. On retrouve un style très similaire sur la Chiesa del Gesù de Palerme, édifiée entre 1564 et 1633, et qui montre elle aussi des signes précoces de baroque sicilien.

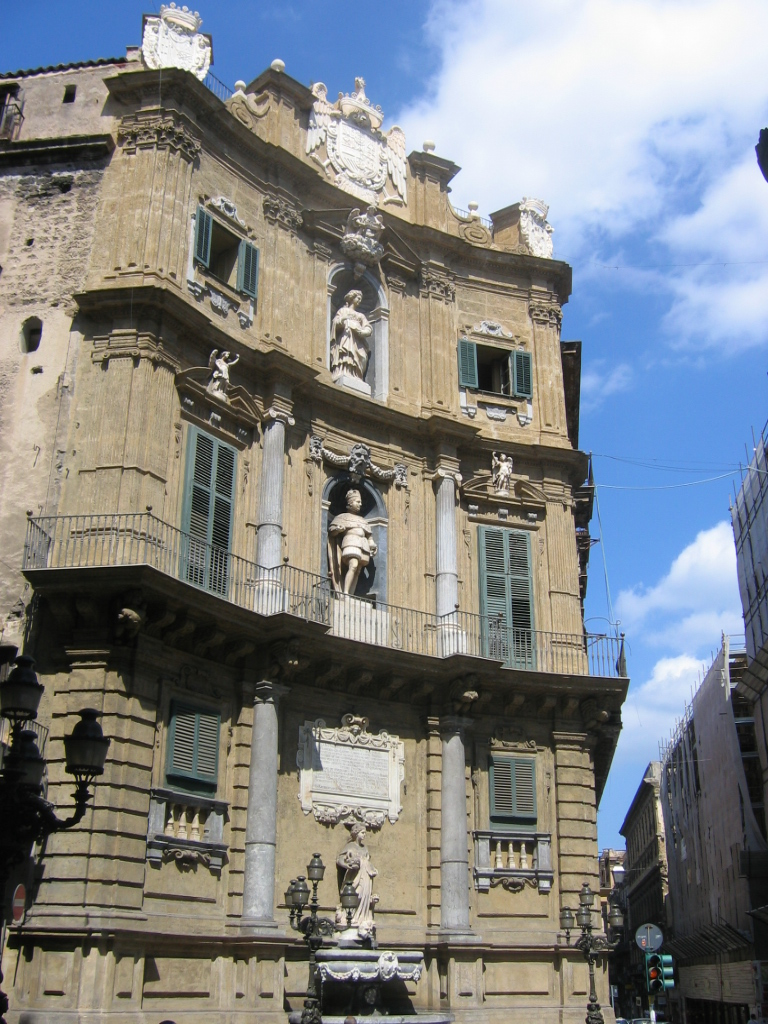
La place Quattro Canti de Palerme, tracée vers 1610, est un bon exemple de baroque sicilien précoce.

On peut ainsi constater que l'architecture baroque avait commencé à évoluer en Sicile bien avant le séisme de 1693. Il est cependant difficile d'évaluer et d'apprécier pleinement la valeur architecturale de ces bâtiments plus anciens, dont la plupart remontent aux années 1650, étant donné que beaucoup ont précisément été détruits par le tremblement de terre. Souvent, même les documents répertoriant ces constructions ont disparu, effaçant ainsi toute trace de ces dernières. Les informations ont été un peu plus brouillées par la suite du fait de nouveaux séismes et des lourds bombardements de la Seconde Guerre mondiale.
L’exemple d'urbanisme baroque le plus précoce encore subsistant sur l'île est la place Quattro Canti à Palerme, construite vers 1610, un carrefour réalisé par Giulio Lasso où se rejoignent les deux principales artères de la ville. Tout autour de l’intersection s'étend une piazza (ou cirque) de forme octogonale. Aux quatre espaces ouverts par les rues correspondent quatre édifices dont les façades courbées épousent harmonieusement la forme circulaire de la place. Ces quatre grands bâtiments sont agrémentés de fontaines à leur base, qui ne sont pas sans rappeler les Quattro Fontane du pape Sixte V à Rome. Les trois étages des édifices sont décorés de statues nichées dans de petites alcôves et représentant respectivement les quatre saisons, les quatre souverains espagnols de la Sicile et les quatre saintes patronnes de Palerme : sainte Christine, sainte Ninfa, sainte Olive et sainte Agathe. L'élégance de la place ne fait pas l'unanimité. Pour Anthony Blunt, bien que chacune des façades soit très plaisante à l'œil, l’ensemble est disproportionné par rapport à la taille modeste de la place : comme la plupart des autres exemples de baroque sicilien précoce, la place Quattro Canti peut donc être taxée d'une certaine naïveté, d'une lourdeur excessive dans l'exécution, voire de provincialisme, surtout en comparaison des ouvrages à venir
Au-delà de ses mérites ou de ses défauts, il était évident dès le XVIe siècle que le baroque des architectes et sculpteurs locaux commençait déjà à dévier du baroque de l’Italie continentale. La régionalisation du baroque n'était d'ailleurs pas spécifique à la petite île, et se reproduisait dans d'autres contrées européennes telles que la Bavière ou la Russie. Le baroque Narichkine, typique de la région moscovite, est par exemple aussi excentrique que son cousin sicilien.

## Le baroque sicilien à partir de 1693
Ce mouvement atteignit son paroxysme au milieu du XVIIIe siècle.

### Nouvelles villes: l'urbanisme baroque

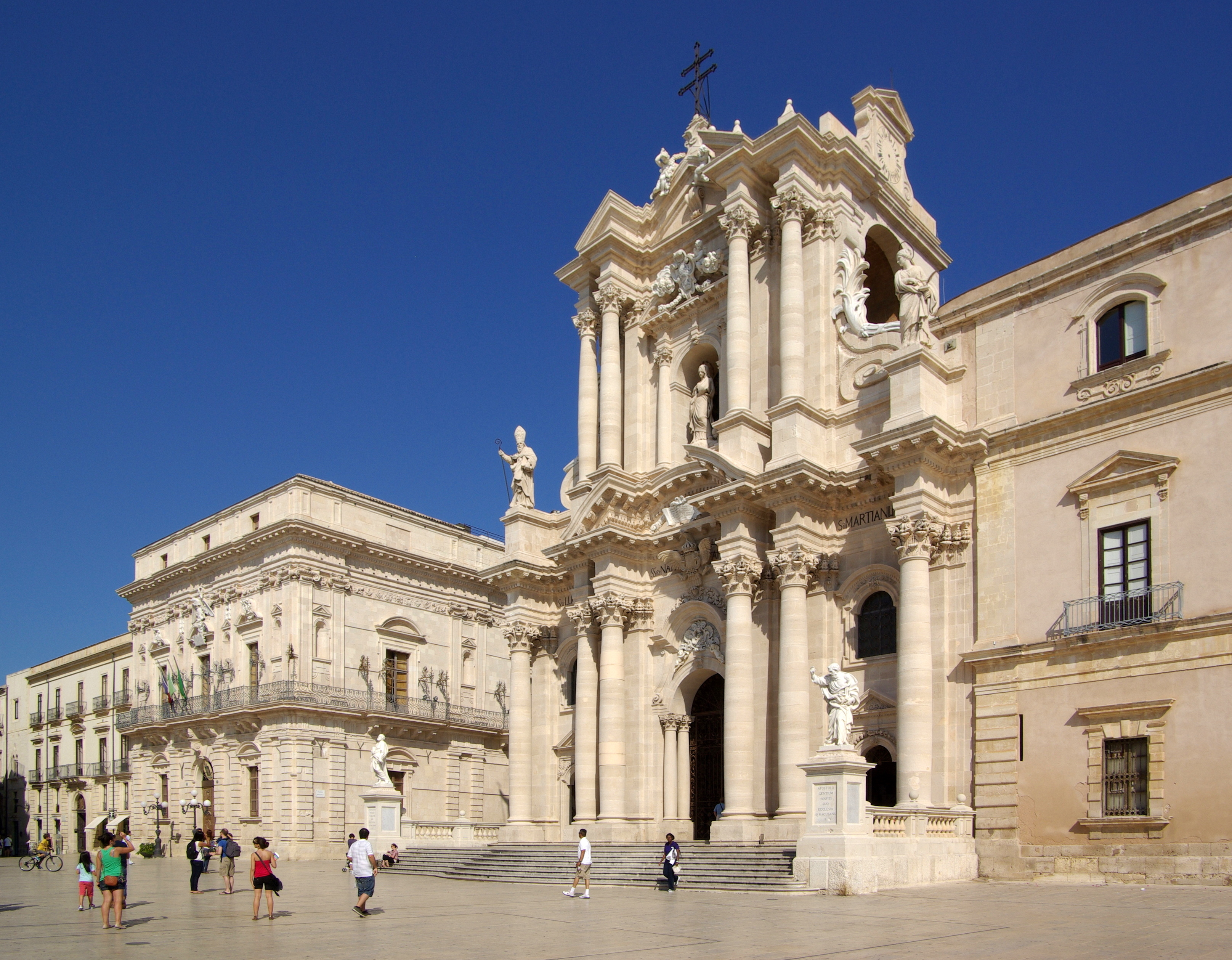
La Piazza del Duomo, à Syracuse. La cathédrale réalisée par Andrea Palma est entourée de palazzi baroques.

À la suite du tremblement de terre, un vaste programme de reconstruction fut rapidement mis en place. Il nécessita au préalable la prise de plusieurs décisions fondamentales, qui allaient différencier l'architecture sicilienne par rapport à celle des autres grandes villes européennes. Le duc de Camastra, au fait des innovations les plus récentes en matière d'urbanisme, décréta que le temps des petites rues étroites de l'ère médiévale était révolu, et que la reconstruction devrait permettre le tracé de larges artères principales et de places publiques, si possible selon un schéma rationnel. En pratique, les nouveaux plans des villes prirent souvent une apparence géométrique, sous la forme de carrés ou d'hexagones, ce qui dénote une certaine influence d’un classicisme à la française. L’urbanisme baroque s’en distingue néanmoins sous plusieurs aspects, notamment par une division des quartiers selon des critères de hiérarchie sociale et par des perspectives monumentales se centrant sur les lieux de culte, envisagés comme centres de la vie publique.
Ce concept était encore très novateur pour les années 1690, étant donné que peu de villes européennes avaient déjà eu l'occasion d'être reconstruites de fond en comble. Le premier exemple nous en est peut-être fourni par la ville nouvelle de Terra del Sole, construite en 1564 pour Cosme Ier de Toscane d'après les plans de Baldassarre Lanci, originaire d'Urbino. Une autre des premières cités à avoir fait l'objet d'une planification rigoureuse et symétrique était Alessandria, au sud du Piémont. Un peu plus tard, à partir de 1711, ce nouvel urbanisme baroque fut encouragé dans les colonies espagnoles d'Amérique du Sud, ainsi que par les Portugais au Brésil ou à Lisbonne après le tremblement de terre de 1755. Dans d'autres parties de l'Europe, les intérêts locaux et l'opinion publique se révélèrent trop puissants pour permettre une réorganisation radicale après un désastre : c'est le cas de Londres après le grand incendie de 1666, à la suite duquel la City fut reconstruite selon les anciens plans à l'exception de quelques nouveaux quartiers à l'ouest. En Sicile, l'opinion des classes populaires n'avait aucune importance, ce qui laissa les mains libres aux architectes locaux, porteurs de concepts révolutionnaires.
Les choix architecturaux effectués en Sicile n'étaient pas uniquement motivés par la mode et l'apparence, mais aussi par le souci de minimiser les dégâts en cas de nouveau séisme. En 1693, l'entassement des maisons et des rues avait conduit à un écroulement général, comparable à celui d'un château de cartes. D'un point de vue tant architectural qu'esthétique, le grand avantage du nouvel ordonnancement urbain est de libérer de l'espace et de pouvoir replacer les monuments dans un cadre digne de leurs proportions. À titre de comparaison, il est fréquent de rencontrer ailleurs en Italie une église de la Renaissance, certes belle et imposante, mais coincée entre des bâtiments voisins à l'aspect incongru. La sensation d'ouverture et de respiration est particulièrement sensible dans les villes reconstruites de Caltagirone, Catane, Modica, Noto, Palazzolo Acréide, Raguse et Scicli.
L'un des plus beaux exemples du nouvel urbanisme baroque peut être admiré à Noto (illustration no 10), une ville reconstruite à environ dix kilomètres de son site originel sur le mont Alveria. Les ruines de l'ancienne cité, aujourd'hui appelée Noto Antica, peuvent toujours être visitées. Le nouveau site choisi était plus plat que le précédent, et ce en vue de faciliter l'application d'un plan géométrique. Les rues principales vont d'est en ouest en tenant compte de l'inclinaison du Soleil. Cet exemple de planification urbaine est attribué à un aristocrate sicilien cultivé, répondant au nom de Giovanni Battista Landolina. Il aurait dressé lui-même les plans de la nouvelle Noto avec l'aide de trois architectes. L'UNESCO a classé la ville et ses bâtiments baroques au patrimoine mondial de l'humanité en 2002.

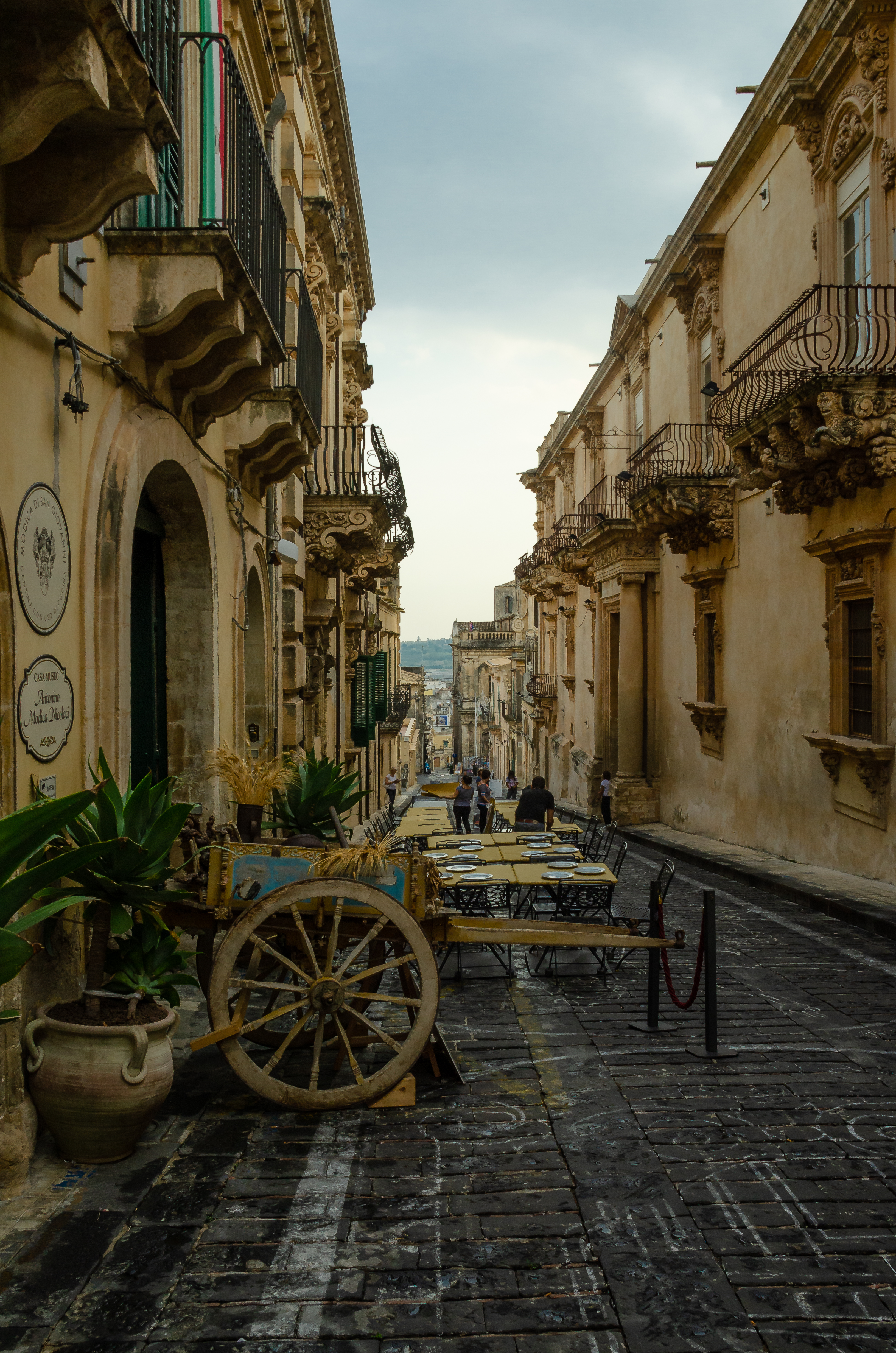
La Via Nicolasi, à Noto.

Au sein de ces nouvelles villes, on alloua à l'aristocratie les quartiers situés le plus en hauteur, où l'air était meilleur et le point de vue plus agréable. L'église était typiquement érigée au centre de la cité (illustration no 9), pour la commodité de tous ainsi que pour refléter le pouvoir essentiel et central de l'Église catholique romaine. Autour de la cathédrale et de la résidence épiscopale s'élevaient des couvents. Les marchands et les commerçants, quant à eux, pouvaient s'implanter le long des larges artères conduisant aux places principales. Les plus pauvres, pour finir, étaient autorisés à construire leurs logis rudimentaires en briques aux endroits dont personne d'autre ne voulait. L'urbanisme baroque en vint ainsi à symboliser puissamment l'autorité politique. Ce style et cette philosophie se répandirent jusqu'à Annapolis au Maryland, Williamsburg en Virginie ou Savannah en Géorgie, sans oublier bien sûr l'œuvre du baron Haussmann à Paris. L'environnement urbain était désormais propice à la propagation de l'architecture baroque, qui devait perdurer en Sicile jusqu'au début du XIXe siècle.
Plus tard, de nombreuses autres villes siciliennes qui n'avaient été que peu ou pas endommagées par le séisme, comme Palerme, subirent également des transformations baroques à mesure que la mode se répandait. Les aristocrates en vinrent en effet à désirer que leurs palazzi dans la capitale deviennent aussi opulents que ceux qu'ils avaient fait construire à Catane. L'église Santa Caterina de Palerme, édifiée en 1566, fut par exemple entièrement redécorée de l'intérieur au XVIIIe siècle, avec l'ajout de marbres colorés.

### Nouvelles églises et nouveauxpalazzi

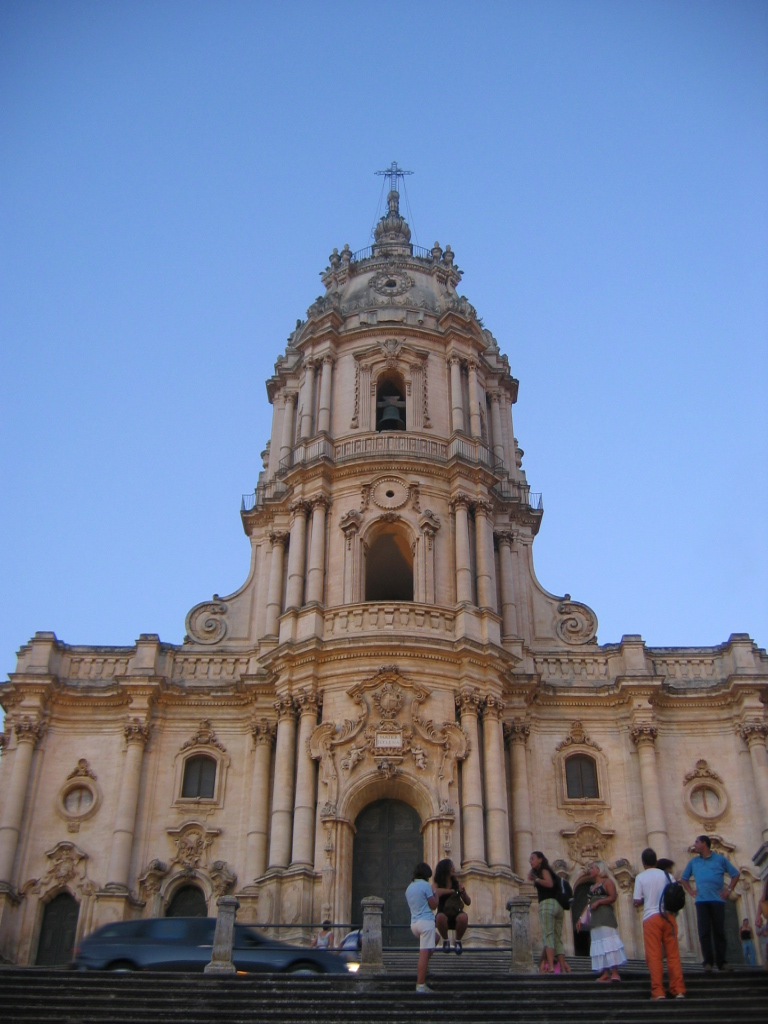
La cathédrale San Giorgio de Modica.

À l’aube du XVIIIe siècle, on eut de plus en plus recours aux architectes locaux pour ériger de nouveaux palais ou édifices religieux. L’évolution des techniques permettait un style encore plus sophistiqué que celui de la fin du XVIIe siècle. Nombre des nouveaux artistes avaient reçu leur formation en Italie continentale et en étaient revenus avec une compréhension plus profonde du baroque. Leurs travaux inspirèrent d’autres architectes siciliens moins enclins aux voyages. Mais surtout, ces jeunes créateurs purent s’inspirer des livres écrits par Domenico de Rossi sur la gravure, qui procuraient pour la première fois les mesures et les dimensions exactes de la plupart des principales façades de la Renaissance et du baroque à Rome. La Renaissance finit ainsi par toucher la Sicile de manière indirecte et tardive.
À ce stade de son développement, il manquait encore au baroque sicilien la chaleur, la joie et la liberté qu’il devait acquérir plus tard. Giovanni Battista Vaccarini était le principal architecte sicilien de l’époque. Il arriva sur l’île en 1730, apportant avec lui l’influence mélangée de Bernini et de Borromini : Vaccarini profita de sa liberté créatrice pour introduire des courbes très marquées, ou d’autres éléments dont l’audace aurait été jugée inacceptable à Rome, bien que ses ouvrages n’aient été que les prémices de ce qui allait suivre. Parmi les réalisations les plus remarquables de cette période, on compte les ailes du Palais Biscari de Catane, ainsi que l’église Sainte-Agathe, située dans la même ville. Pour cette dernière, Vaccarini s’est très clairement inspiré des principes établis par Camillo-Guarino Guarini dans son Architettura Civile : la copie répétée de styles déjà solidement établis explique que l’architecture de cette époque, bien que déjà opulente, témoigne toujours d’une discipline un peu académique. Le style de Vaccarini domina Catane pendant plusieurs décennies.
Un autre obstacle au plein épanouissement des architectes siciliens provenait du fait que le travail s’effectuait encore souvent sur des bâtiments endommagés ou partiellement détruits, qu’il fallait donc reconstruire en tenant compte du style précédent. La cathédrale San Giorgio de Modica en est un bon exemple : déjà sévèrement endommagée par le séisme de 1613, reconstruite en 1643 dans un style mi-baroque mi-médiéval, puis à nouveau touchée par le séisme de 1693, sa reconstruction fut entamée en 1702 par un architecte inconnu. C’est finalement Rosario Gagliardi qui supervisa l’achèvement de la façade principale en 1760, mais les compromis qui durent être faits avec la structure précédente sont évidents. Malgré l’utilisation des mêmes techniques qui avaient tant réussi à l’église San Giorgio de Raguse, la cathédrale de Modica souffre d’une certaine lourdeur, et n’a pas cette légèreté ni cette liberté dans la touche qui font le talent de Gagliardi.
D’autres influences ont joué à cette époque : de 1718 à 1734, la Sicile fut dirigée depuis Vienne par l’empereur Charles VI, d’où de nombreuses similitudes avec l’architecture autrichienne. De nombreux bâtiments insulaires ne sont alors que de pâles imitations des réalisations de Fischer von Erlach. Un architecte sicilien en particulier, le moine Tommaso Napoli, se rendit deux fois à Vienne au début du siècle, revenant à chaque fois avec de pleins chargements de dessins et de gravures. Il érigea plus tard deux villas de campagne typiques de cette période, remarquables pour leurs murs concaves et convexes ainsi que pour l’entremêlement de leurs escaliers extérieurs. L’une d’entre elles, la Villa Palagonia, entamée en 1705, est sans conteste la plus complexe et la plus ingénieuse de toutes les villas du baroque sicilien : son double escalier extérieur aux volées droites mais changeant fréquemment de direction devint un modèle en la matière pour toutes les constructions à venir.
Par la suite une nouvelle génération d’architectes, conscients que les intérieurs de style rococo commençaient ailleurs à prendre l’ascendant sur le baroque, s’inspireraient de ces évolutions pour développer encore davantage la flamboyance, la liberté et le mouvement que l’on associe aujourd’hui au baroque sicilien.

## Le haut-baroque sicilien

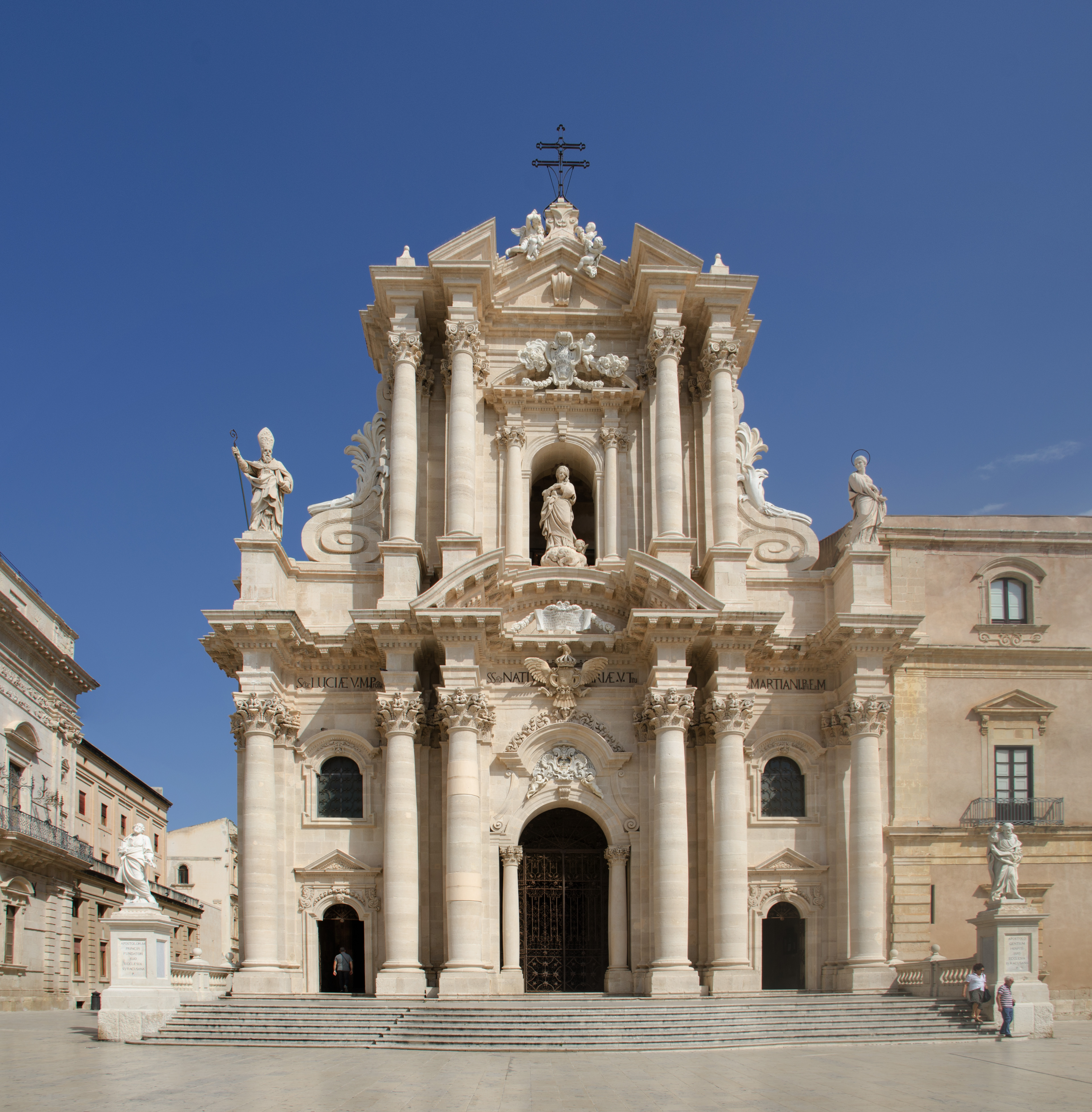
La Piazza del Duomo de Syracuse et la façade de la cathédrale, commencée par Andrea Palma en 1728 et inspirée d’un arc de triomphe à l’antique. Les colonnes massives, qui découpent la façade en plusieurs compartiments, ont un certain effet théâtral.

Vers 1730, le baroque sicilien commença peu à peu à s’émanciper du baroque en vigueur à Rome, et affirma ainsi une individualité encore plus forte. Deux raisons expliquent ce phénomène : à cette époque, d’une part, l’urgence de la reconstruction n’était plus d’actualité, et l’activité architecturale devint plus apaisée et plus réfléchie. Une nouvelle vague d’architectes siciliens, nés et formés sur l’île elle-même, arriva d’autre part à pleine maturité. Cette jeune génération avait assisté à la fin de la reconstruction baroque, et avait complété sa formation par l’étude des gravures, des livres dédiés à l’architecture et des traités qui ne cessaient d’arriver depuis le continent. À la différence de leurs prédécesseurs formés au goût de Rome, ils furent en mesure de développer de nouveaux styles profondément individualisés. On compte parmi eux Andrea Palma, Rosario Gagliardi et Tommaso Napoli. Tout en tenant compte du baroque tel qu’il se pratiquait à Naples ou à Rome, ils adaptèrent désormais leurs projets aux traditions et aux besoins locaux. L’utilisation des matériaux, tout comme la mise en valeur des sites choisis, révèlent une grande inventivité. Le recours aux escaliers extérieurs, déjà popularisé par Vaccarini, fut porté à un degré inégalé : des églises situées au sommet d’une colline deviennent par exemple accessibles par une fantastique volée d’escaliers évoquant les « Escaliers espagnols » de la Piazza di Spagna à Rome.
Les façades des églises, quant à elles, ressemblèrent de plus en plus à des gâteaux de mariage plutôt qu’à des lieux de culte, au fur et à mesure que les architectes gagnaient en confiance, en compétence et en stature. L’intérieur des édifices religieux, jusque-là de facture simple, en vint à arborer une orgie de marbres incrustés et polychromes, surtout à Palerme. Anthony Blunt admet que cette décoration peut être « soit fascinante, soit repoussante. Mais au-delà de la réaction personnelle du spectateur, ce style est une manifestation caractéristique de l’exubérance sicilienne, et doit être classé parmi les créations les plus importantes et les plus originales de l’art baroque sur l’île ». Telle est la clé de ce mouvement artistique : le baroque est le reflet idéal de la personnalité de la Sicile, et c’est la raison pour laquelle il y connut des évolutions si spectaculaires, en particulier à Raguse et Catane.

### Raguse

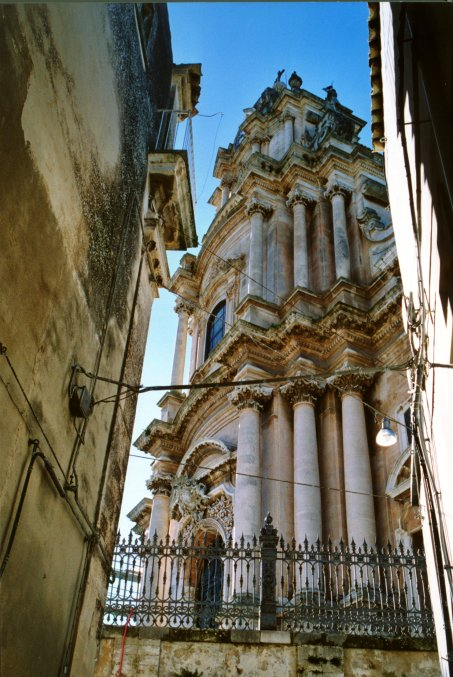
Le Dôme Saint-Georges de Ragusa Ibla, œuvre de Rosario Gagliardi.

Raguse subit des dégâts importants en 1693. La ville comprend deux quartiers, Ragusa Ibla (ville-basse) et Ragusa Superiore (ville-haute), séparés l'un de l'autre par un profond ravin appelé le Valle dei Ponti.
Ragusa Ibla déploie un impressionnant éventail d'architecture baroque, avec par exemple le Dôme Saint-Georges, œuvre de Rosario Gagliardi conçue en 1738 (illustration no 13). Au cours de la construction de l'édifice, Gagliardi sut tirer parti des difficultés du terrain en pente : l'église domine un escalier de marbre particulièrement massif, composé de quelque 250 marches. Cette caractéristique du baroque se retrouve fréquemment en Sicile, en raison de la topographie très capricieuse de l'île. La tour de l'édifice semble se propulser depuis la façade, un effet encore accentué par les colonnes et les piliers adossés aux murs en courbe. Au-dessus des ouvertures de portes et de fenêtres, des frontons se déroulent et se courbent avec un sens de la liberté et du mouvement qui aurait été impensable quelques décennies auparavant, lorsque le style de Bernini et Borromini était encore de rigueur. Le dôme, d'inspiration néoclassique, ne fut pas ajouté avant 1820.
C'est le long d'une allée reliant Ragusa Ibla à Ragusa Superiore qu'a été édifiée l'église Santa Maria delle Scale. Le bâtiment, bien que gravement endommagé par le séisme, présente de l'intérêt. La moitié détruite du lieu de culte fut reconstruite dans un style baroque, tandis que la partie subsistante d'inspiration gothique et normande fut conservée. L'église constitue ainsi le symbole concret de toutes les subtilités et les contradictions du baroque sicilien par rapport aux autres pays européens. La cathédrale Saint Jean-Baptiste de Ragusa Superiore, quant à elle, a été construite entre 1718 et 1778. Sa façade principale, ornée de sculptures et de gravures finement ciselées, relève du plus pur baroque (illustration no 14). L'édifice comprend un clocher très en hauteur, répondant au même style. L'intérieur, richement décoré, est séparé en trois ailes par deux rangées de colonnes.

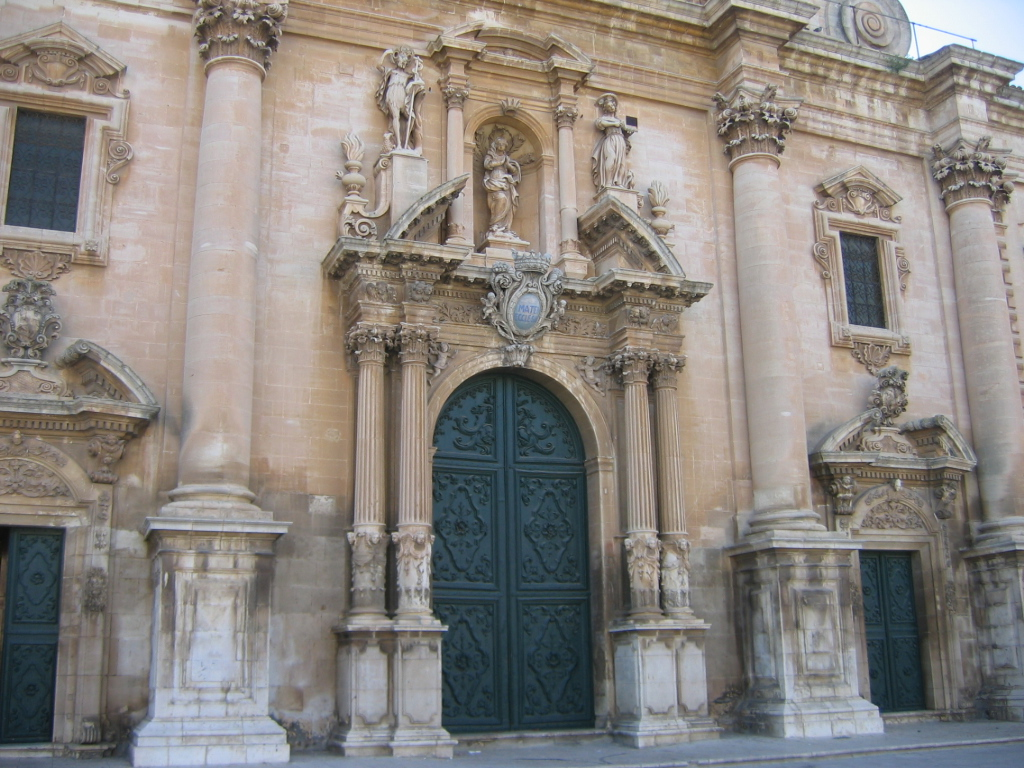
Façade principale de la cathédrale Saint Jean-Baptiste de Ragusa Superiore.

Le Palazzo Zacco est l'un des bâtiments baroques les plus remarquables de la ville : ses colonnes de l'ordre corinthien soutiennent des balcons en fer forgé d'un raffinement exceptionnel, tandis que les putti apportent la touche désirée de burlesque afin de choquer ou d'amuser les passants. Le palais fut érigé au cours de la seconde moitié du XVIIIe siècle par le baron Melfi di San Antonio. La famille Zacco en fit l'acquisition un peu plus tard, lui donnant son nom définitif. Deux des façades donnent sur la rue, chacune arborant six grands balcons portant les armoiries des Melfi (des feuilles d'acanthe où un chérubin s'est allongé). Les supports de balcons intriguent en raison de la grande variété de leurs décorations (joueurs de musique, putti, créatures diverses et variées…). La façade principale attire surtout l'œil grâce à ses trois balcons centraux, séparés par des colonnes de style corinthien. Les balcons y sont soutenus par des effigies de musiciens aux visages comiques.
Ragusa Superiore, le quartier le plus endommagé de la ville, a été entièrement repensé après 1693 selon un plan centré autour de la cathédrale, et montre une certaine originalité par rapport au reste de la Sicile. Les palais y ont quelques spécificités, comme la limitation à deux étages ou une longueur inhabituelle, probablement en vue de limiter les dégâts en cas de nouveau séisme.

### Catane

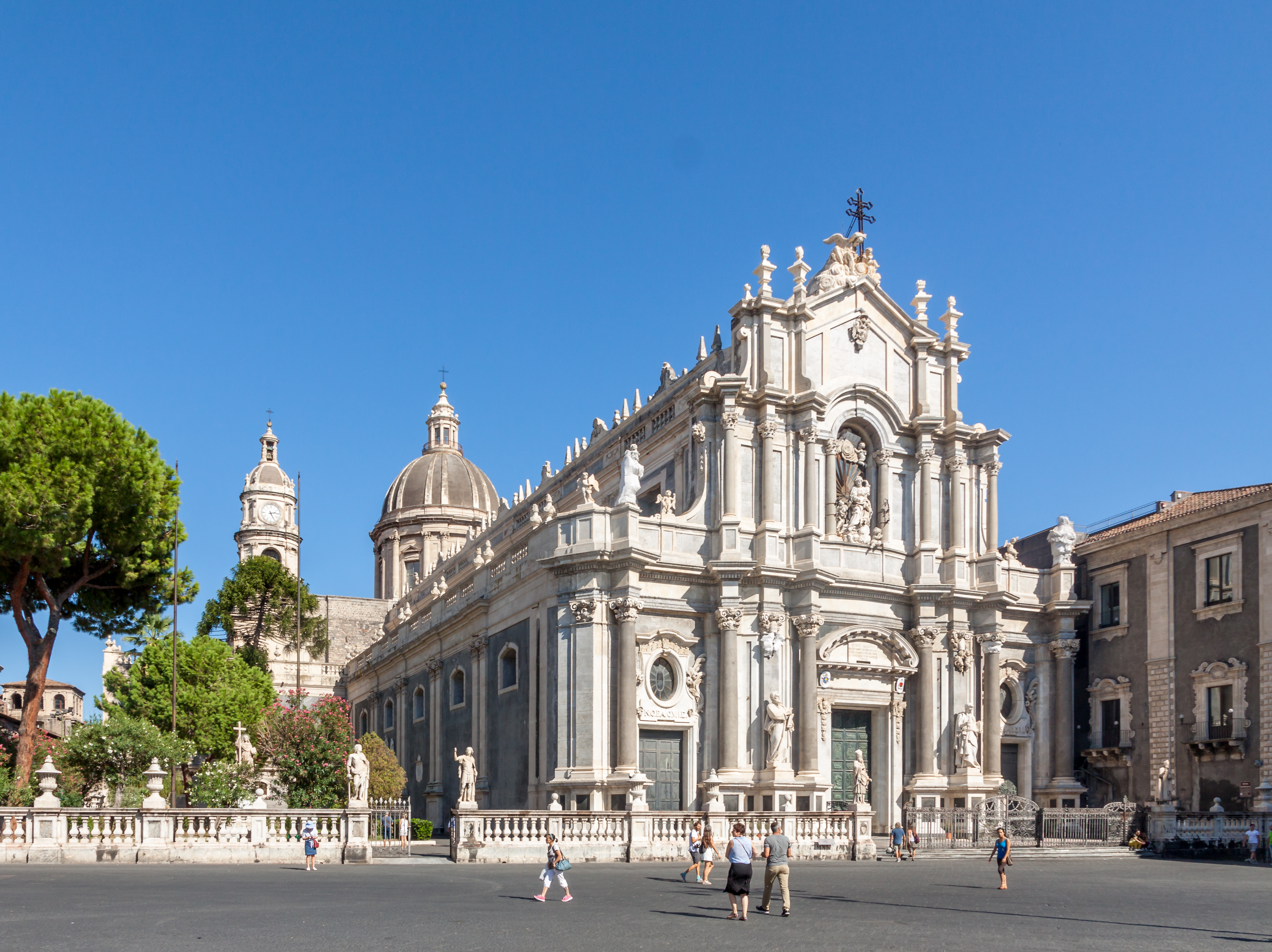
La cathédrale de Catane. La façade principale de 1736, réalisée par Giovanni Battista Vaccarini, trahit l'influence de l'architecture espagnole.

De toutes les grandes villes de Sicile, Catane fut celle qui subit le plus de dégâts en 1693 : seuls le château d'Ursino et quelques éléments de l'ancienne cathédrale avaient résisté au séisme. La cité entière fut donc repensée et reconstruite : le nouveau plan sépara la ville en plusieurs quartiers, délimités par deux rues se rejoignant sur la Piazza del Duomo (Place de la Cathédrale).
La reconstruction fut supervisée par l'évêque de Catane et par le seul architecte ayant survécu à la catastrophe, Alonzo di Benedetto. Benedetto prit la tête d'une équipe de jeunes architectes venus spécialement de Messine, et se concentra tout d'abord sur la Piazza del Duomo. On y trouve trois palais imposants, dont celui de l'évêque et le séminaire de la ville. Tous les architectes œuvrèrent en parfaite harmonie, et il est impossible de distinguer les ouvrages directement attribuables à Benedetto. Le travail, sans être exceptionnel, témoigne d'une grande compétence : la sculpture des pierres de taille est soignée et typique du XVIIe siècle sicilien, mais la décoration des étages supérieurs est souvent superficielle, ce qui est typique du baroque sicilien immédiatement postérieur au tremblement de terre.

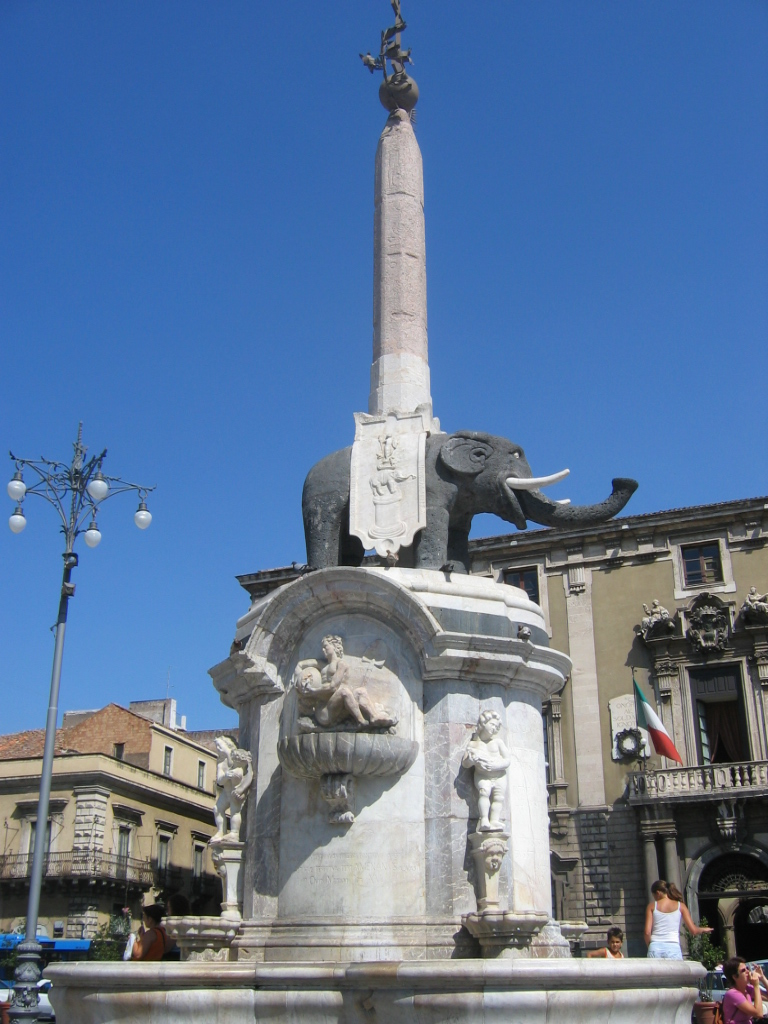
La « fontaine de l'éléphant » et son obélisque, à Catane. L'éléphant est le symbole héraldique de la ville.

En 1730, Vaccarini s'installa à Catane en tant qu'architecte officiel de la ville, et imprima tout de suite au style local un tournant vers un baroque plus romain : les piliers perdent leurs gravures et soutiennent des corniches et des entablements typiques de la mode de Rome, les frontons sont courbés et des colonnes isolées servent de support aux balcons. Vaccarini tira également profit de la roche volcanique locale, de teinte noire, mais en fit davantage un élément décoratif ponctuel et intermittent plutôt qu'un matériau de construction : il l'utilisa par exemple pour la spectaculaire obélisque de la « fontaine de l'éléphant », située en face de l'hôtel de ville et symboliquement soutenue par le dos de l'animal.
La façade principale de la cathédrale de Catane (illustration no 15), dédiée à Sainte Agathe, comporte par ailleurs une forte influence espagnole, et ce malgré l'individualité bien affirmée du baroque sicilien de cette époque. La ville abrite également l'église dite de la Collegiata, œuvre de Stefano Ittar réalisée aux alentours de 1768. Elle est un bon exemple de baroque sicilien particulièrement simple et dépouillé.

## Intérieurs

### Églises

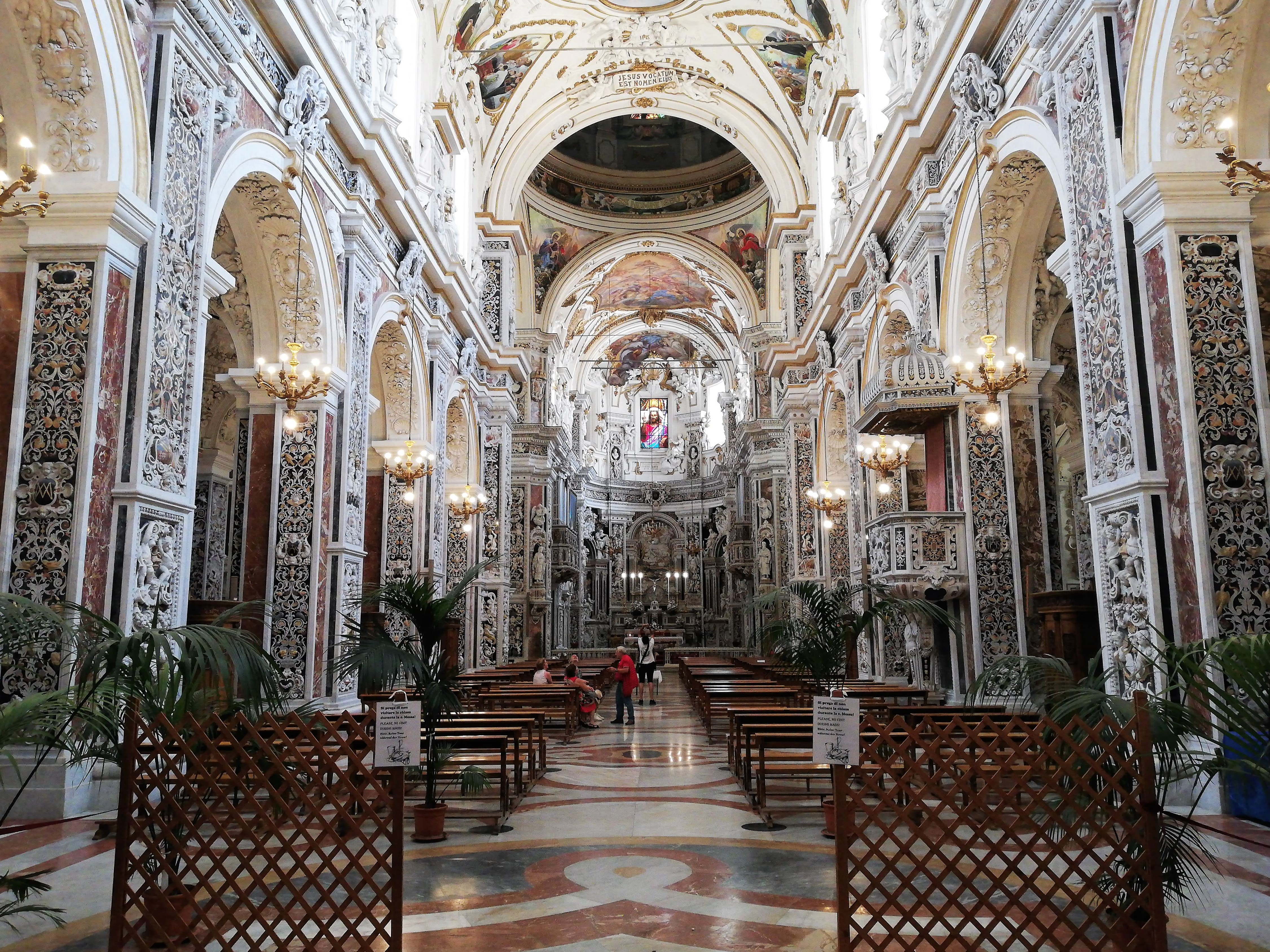
La chiesa del Gesù de Palerme (1564 - 1633) arbore une abondance de marbres polychromes, tant sur le sol que sur les murs.

L'intérieur des églises siciliennes avait fait l'objet de décorations soignées dès le premier quart du XVIIe siècle, ce qui passait par une profusion de sculptures, de stuc, de fresques et de marbre (illustration no 17). Au fur et à mesure que les églises postérieures au séisme furent achevées, vers les années 1720, les intérieurs se mirent à évoluer vers une décoration plus lumineuse et moins intense : de petites sculptures ornementales s'imposèrent peu à peu sur les colonnes, les corniches et les frontons, la plupart du temps sous la forme de putti ou d'éléments de la faune et de la flore. Les marbres multicolores incrustés dans le sol et les murs, en revanche, restèrent aussi populaires qu'au siècle précédent. Les motifs ornementaux en porphyre sont souvent dérivés de motifs typiques des cathédrales gothiques, révélant ainsi une fois encore les origines normandes de l'architecture sicilienne. L'autel du lieu de culte est en règle générale la « pièce de résistance » de tout cet effort décoratif : dans de nombreux cas, il est constitué d'un unique bloc de marbre coloré, orné de volutes dorées et serti de pierres précieuses comme l'agate ou le lapis-lazuli. Les marches menant à l'estrade de l'autel sont fréquemment courbées de façon concave ou convexe et incrustées, elles aussi, de marbre. L'un des plus bels exemples peut en être admiré à l'église Sainte Zita de Palerme.
Bien souvent, la construction d'une église en Sicile n'était pas seulement financée par un ordre religieux en particulier, mais aussi par une famille de l'aristocratie. Contrairement à une croyance largement répandue, la plupart des nobles siciliens ne choisissaient pas comme dernière demeure les catacombes capucines de Palerme, mais étaient inhumés fort conventionnellement dans des caveaux sous leurs églises de famille. Il n'en demeure pas moins vrai, comme l'a récemment écrit un chercheur, que « les funérailles d'un aristocrate sicilien constituaient l'un des plus grands moments de sa vie ». Les enterrements étaient en effet un signe extérieur de richesse essentiel : l'une des conséquences de cette ostentation est que les pierres tombales qui couvrent les caveaux, aujourd'hui, fournissent de précieuses informations sur le progrès des techniques de décoration du marbre année après année. Les tombes de la première moitié du XVIIe siècle, par exemple, sont faites d'un marbre blanc très simple présentant les armoiries familiales, le nom, la date, etc. À partir de 1650, de petites quantités de marbres colorés apparaissent et forment des motifs : il est possible d'examiner l'épanouissement progressif de cette mode jusqu'à la fin du siècle, lorsque les blasons et la calligraphie finissent par être entièrement en couleurs. Bien après que le baroque est tombé en désuétude dans les années 1780, ce type de décoration continua à être jugé plus adapté aux exigences du rite catholique que la nouvelle mode « païenne » du néoclassicisme.
L'église Saint-Benoît de Catane (illustrations 18 et 19) offre un bel exemple d'intérieur, réalisé entre 1726 et 1762, à l'époque où le baroque sicilien avait atteint le sommet de sa popularité et de son originalité. Les plafonds sont ornés de fresques de l'artiste Giovanni Tuccari, mais l'élément décoratif le plus spectaculaire est le chœur réservé aux religieuses, achevé vers 1750. Il fut conçu de telle manière que les chants des religieuses pouvaient être entendus pendant la messe, sans pour autant qu'elles soient aperçues de l'extérieur et exposées aux regards des profanes.

### Palais
À quelques rares exceptions, les intérieurs des palazzi restèrent moins élaborés que ceux des églises. Beaucoup de ces palais furent même construits sans aucune ornementation spécifiquement baroque à l'intérieur, tout simplement parce que les délais de construction étaient déjà très longs. Par ailleurs le baroque, entre-temps, passa de mode, si bien que les salles principales de nombreux palais baroques furent finalement décorées dans le nouveau style néoclassique, dit « pompéien ». Il n'est pas rare enfin de rencontrer un mélange des deux styles, comme dans la salle de bal du Palazzo Aiutamicristo de Palerme, construit par Andrea Giganti en 1763 : le plafond y est décoré de fresques aux contours dorés, représentant des scènes allégoriques dans un baroque très affirmé. Ce plafond, en réalité, était déjà démodé à l'époque où il fut achevé, et le reste de la pièce fut agrémenté avec bien plus de simplicité. Les évolutions de ces 250 dernières années ont encore renforcé la banalisation des intérieurs de palazzi : les rez-de-chaussée sont devenus des boutiques, des banques ou des restaurants, tandis que les étages supérieurs ont été divisés en appartements, ruinant ainsi la décoration initiale.
Une autre raison expliquant l'absence de décorations baroques vient du fait que la plupart des pièces n'avaient tout bonnement pas vocation à en recevoir. Les palazzi étaient bien souvent très vastes et conçus pour accueillir un grand nombre de personnes. Le foyer d'un aristocrate sicilien, outre son épouse et ses enfants, était fréquemment composé de parents plus pauvres ou éloignés, qui disposaient tous de petits appartements dans la maison. La demeure comptait aussi des domestiques divers et variés, tels que l'aumônier, le majordome, les gouvernantes, le secrétaire, l'archiviste, le comptable, le bibliothécaire et d'innombrables hommes à tout faire, sans oublier le sonneur de cloches, qui devait adapter le nombre de sonneries à l'importance du visiteur. Parfois même, les domestiques habitaient le palais avec les membres les plus âgés de leurs familles. Tous ces lieux de vie au quotidien, même chez le maître et la maîtresse de maison, étaient fort naturellement décorés de façon très sobre. Des pièces vides de tout occupant étaient considérées comme une marque de mauvaise éducation, car elles montraient que le propriétaire préférait faire coucher ses connaissances à l'auberge. Tout visiteur étranger, en particulier anglais, était un trophée à la gloire sociale de son hôte. On comprend, dans ces conditions, que les résidences de l'aristocratie sicilienne aient été rarement calmes ou désertes.

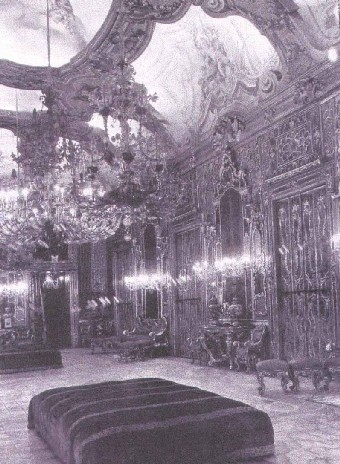
La galerie des Miroirs du Palazzo Gangi, à Palerme. (XVIIIe siècle)

La plus belle partie du palais était généralement le piano nobile, une salle de réception réservée aux invités et aux divertissements, où l'on accédait par les double-escaliers extérieurs. L'endroit consiste en une succession de grands et de petits salons, dont une salle particulièrement vaste servant de pièce principale à la demeure et, occasionnellement, de salle de bal. Les piano nobile qui eurent le temps d'être décorés pendant la période baroque en ont hérité un style très chargé : les murs sont souvent recouverts de miroirs, eux-mêmes encadrés de dorures, et alternant parfois avec des peintures ou des portraits de famille. Les plafonds, hauts et remplis de fresques, soutiennent des lustres massifs en verre de Murano dont les lumières se reflètent partout dans les miroirs. La célèbre galerie des Miroirs du palais Valguarnera-Gangi, à Palerme, en offre l'exemple le plus remarquable. Cette pièce décorée de fresques est l'une des seules salles baroques subsistantes du palais, qu'un nouveau propriétaire étendit et transforma à partir de 1750 dans un style néoclassique.
L'ameublement de la période baroque était assorti au style, avec des décorations raffinées, des dorures et même l'utilisation de marbre pour le dos des tables. Les meubles étaient constamment en transit dans la maisonnée, déménagés d'une pièce à l'autre selon les nécessités, laissant au besoin certaines salles vides. Parfois, certains étaient spécialement commandés pour une pièce, par exemple pour qu'une console s'insère exactement dans le cadre doré du mur. Les meubles étaient d'ailleurs toujours disposés le long des murs et jamais au centre d'une pièce, afin de ne pas cacher les décorations du sol en marbre ou en céramique.
Le point commun aux intérieurs d'églises et de palais était le recours au stuc. Ce dernier est un élément essentiel du style et de la philosophie baroques, étant donné qu'il permet la combinaison de l'architecture, de la sculpture et de la peinture murale. Son utilisation, jointe à des plafonds et des murs en trompe-l'œil, crée une confusion entre l'art et la réalité. Tandis que le stuc, dans les églises, peut figurer des anges ou des putti reliés par des fleurs, il représente plus volontiers dans les résidences privées les mets ou les instruments de musique préférés des propriétaires.

## Déclin

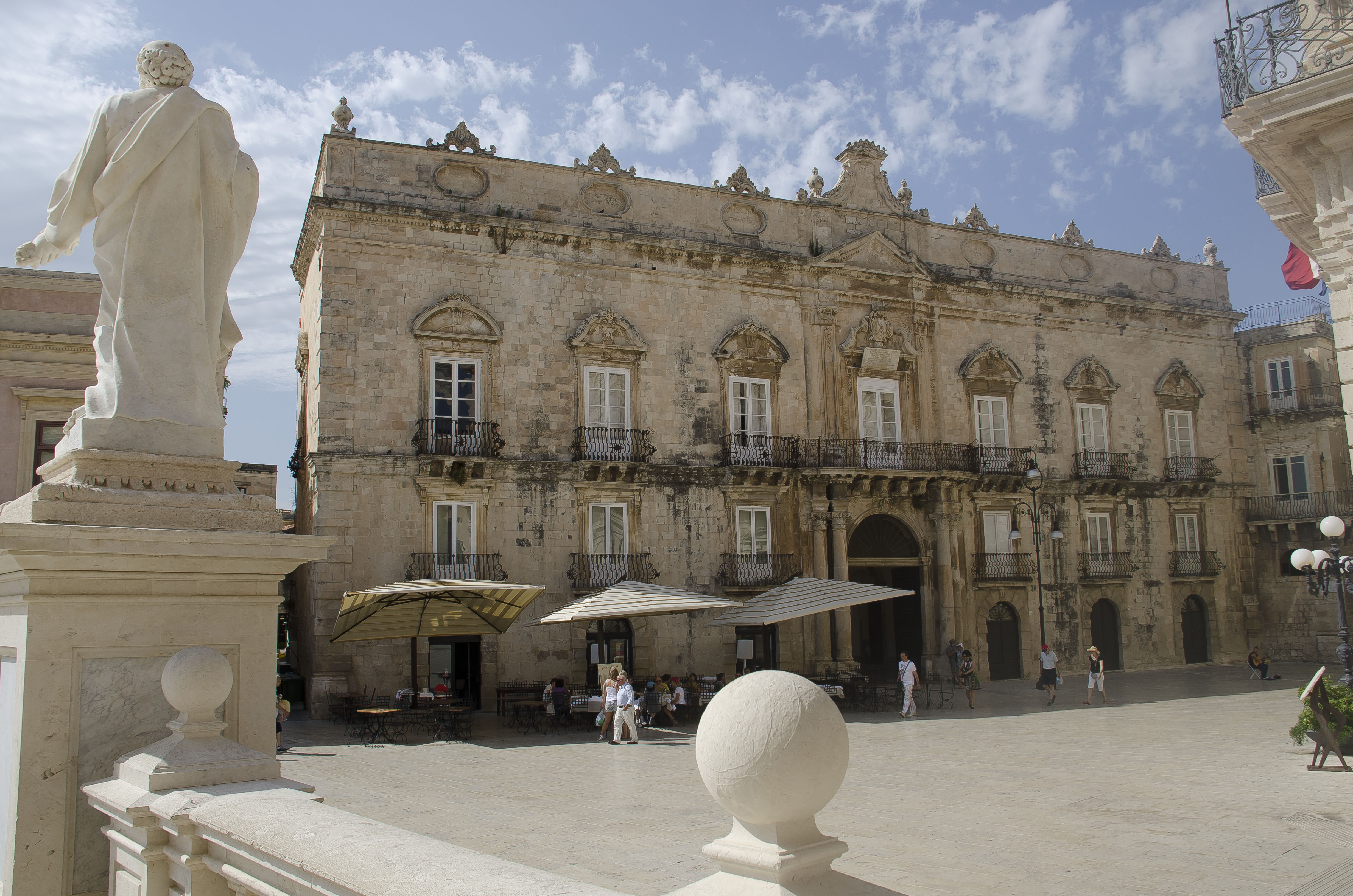
Le Palais Beneventano del Bosco, à Syracuse, construit entre 1779 et 1788, est d'un baroque sicilien tardif et très discret. Les balcons en fer forgé et certaines courbes, néanmoins, tempèrent la nouvelle mode néoclassique.

Comme de tout style architectural, le public finit par se lasser du baroque. Dans certaines parties du continent européen, une métamorphose s'opéra vers le Rococo, mais ce ne fut pas le cas en Sicile. L'île, à partir de 1735, n'est plus dirigée par l'Autriche mais par le roi des Deux-Siciles Ferdinand Ier, qui règne à la fois sur le royaume de Naples et sur le royaume de Sicile. Palerme se mit ainsi à entretenir des rapports privilégiés avec la capitale du royaume, Naples, où justement commençait à se manifester un retour à des formes d'architecture plus classiques. En outre, une part croissante de la noblesse sicilienne se prit de passion à cette époque pour tout ce qui était français, qu'il s'agisse d'art, de mode ou d'architecture. Beaucoup d'aristocrates se rendirent à Paris pour y affiner leurs goûts, et en revinrent avec les toutes dernières gravures et les traités théoriques les plus avancés. L'architecte français Léon Dufourny accomplit un séjour en Sicile de 1787 à 1794 afin d'y étudier les anciens temples grecs. Il permit à de nombreux Siciliens de redécouvrir leur passé antique et classique, lequel s'imposa donc vite comme la nouvelle mode incontournable. Mais l'évolution des goûts ne se fit pas du jour au lendemain. Le baroque conserva encore une certaine popularité sur l'île, et les colonnes au classicisme sévère de l'époque côtoient bien souvent des balcons plus fantaisistes que jamais. Dufourny travailla quelque temps à Palerme, et son « Temple d'Entrée » aux Jardins Botaniques de la ville fut le tout premier bâtiment de Sicile relevant de l'ordre dorique. Le temple respecte en effet un style purement néoclassique, tel qu'apparu en Angleterre vers 1760, et annonce pour l'île une tendance lourde des décennies suivantes.

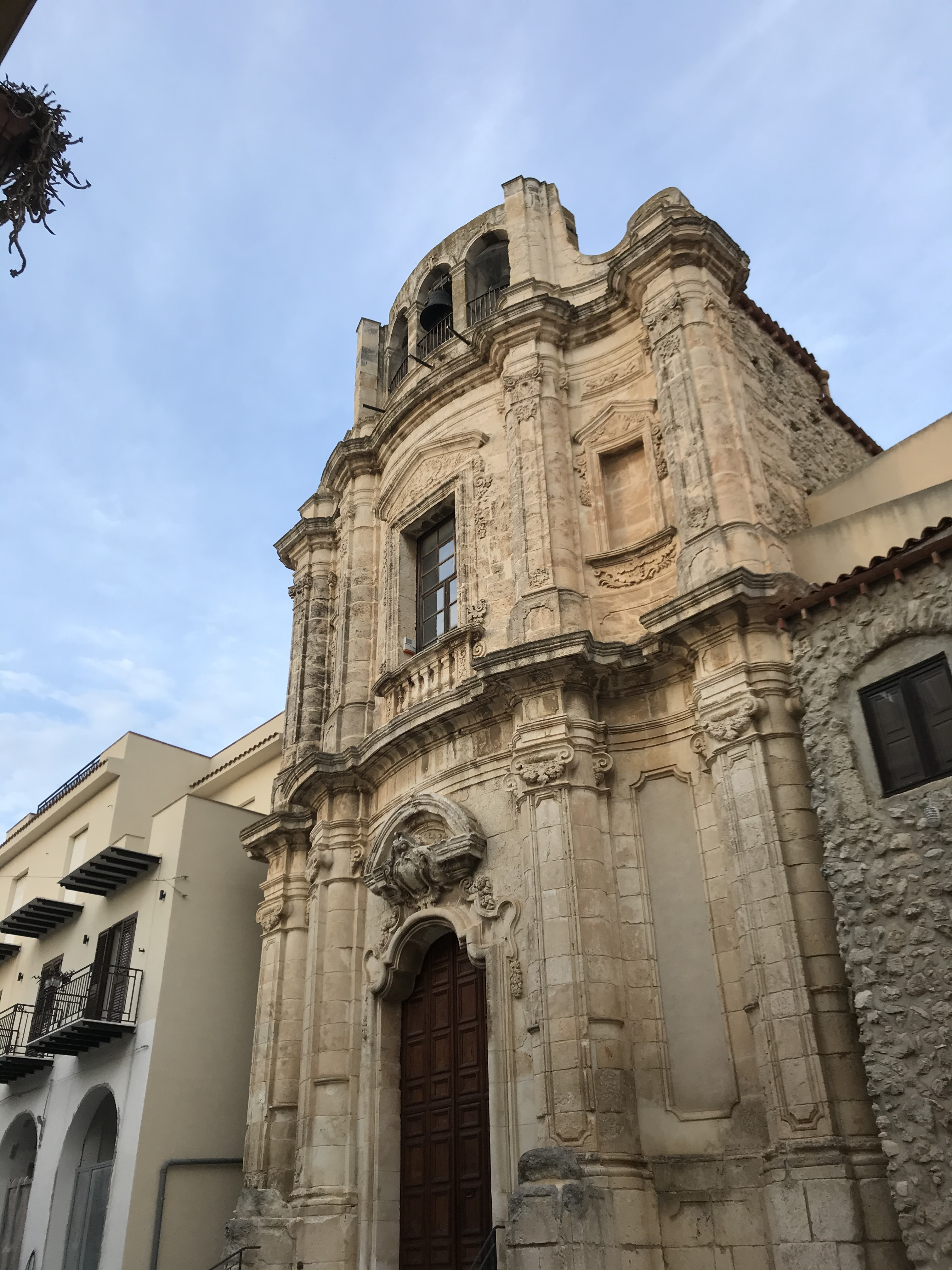
Église Saint-Joseph à Raffadali. La façade de l'église a été construite dans la dernière période baroque, tandis que les intérieurs remontent au XIXe siècle.

C'est sans doute le grand ami et collègue de Dufourny, Giuseppe Marvuglia, qui contribua le plus au déclin progressif du baroque sicilien. Il acheva en 1784 le palais Riso-Belmonte, qui constitue le plus bel exemple de cette période en matière de transition architecturale. L'édifice combine habilement des éléments baroques et palladiens, et s'organise autour d'une cour intérieure en arcade jouant sur le clair-obscur des matériaux. La façade principale, ponctuée de pilastres massifs, présente également des aspects baroques mais a des contours très réguliers. Les pilastres, d'inspiration ionique, font l'objet d'une décoration très simple, et soutiennent un entablement tout aussi sobre. Au-dessus des fenêtres peuvent s'apercevoir des frontons classiques et réguliers : le baroque sicilien bat en retraite.
Une autre des raisons de ce lent déclin est que l'argent vint progressivement à manquer. Au XVIIe siècle, l'aristocratie vivait principalement sur ses terres, qu'elle entretenait et rentabilisait, d'où un niveau satisfaisant de revenus. Au cours du XVIIIe siècle, cependant, la noblesse se mit à migrer vers les villes, en particulier à Palerme et Catane, afin d'y profiter des plaisirs de la cour du vice-roi. Les palais situés en ville gagnèrent en taille et en splendeur, au détriment de terres rurales que l'on abandonnait peu à peu mais dont on attendait toujours une rente confortable. Le personnel laissé sur place pour gérer les domaines cultiva l'incompétence et la corruption, ce qui fit chuter les revenus fonciers. Certains aristocrates eurent alors recours à l'emprunt, sans hésiter à hypothéquer leurs biens, jusqu'à ce que la valeur de leurs domaines se dégrade au point de ne plus pouvoir couvrir les sommes engagées. La Sicile elle-même, par ailleurs, était devenue instable : administrée depuis Naples par le faible Ferdinand Ier et son épouse autoritaire, l'île était entrée dans une irrémédiable phase de déclin bien avant 1798 et 1806, lorsque le roi fut obligé à deux reprises de fuir Naples et les troupes françaises pour se réfugier en Sicile. Seul un corps expéditionnaire britannique de 17 000 hommes, qui s'assura au passage la domination officieuse de l'île, put empêcher les Français de débarquer. Le roi Ferdinand tenta ensuite en 1811 de lever des impôts, s'aliénant par ce seul fait toute son aristocratie. Le XIXe siècle, de manière générale, se caractérisa par la montée en puissance de la bourgeoisie : les classes aisées s'écroulèrent inexorablement, entraînant avec elles leurs extravagances architecturales d'un autre temps. (Voir Histoire de la Sicile)

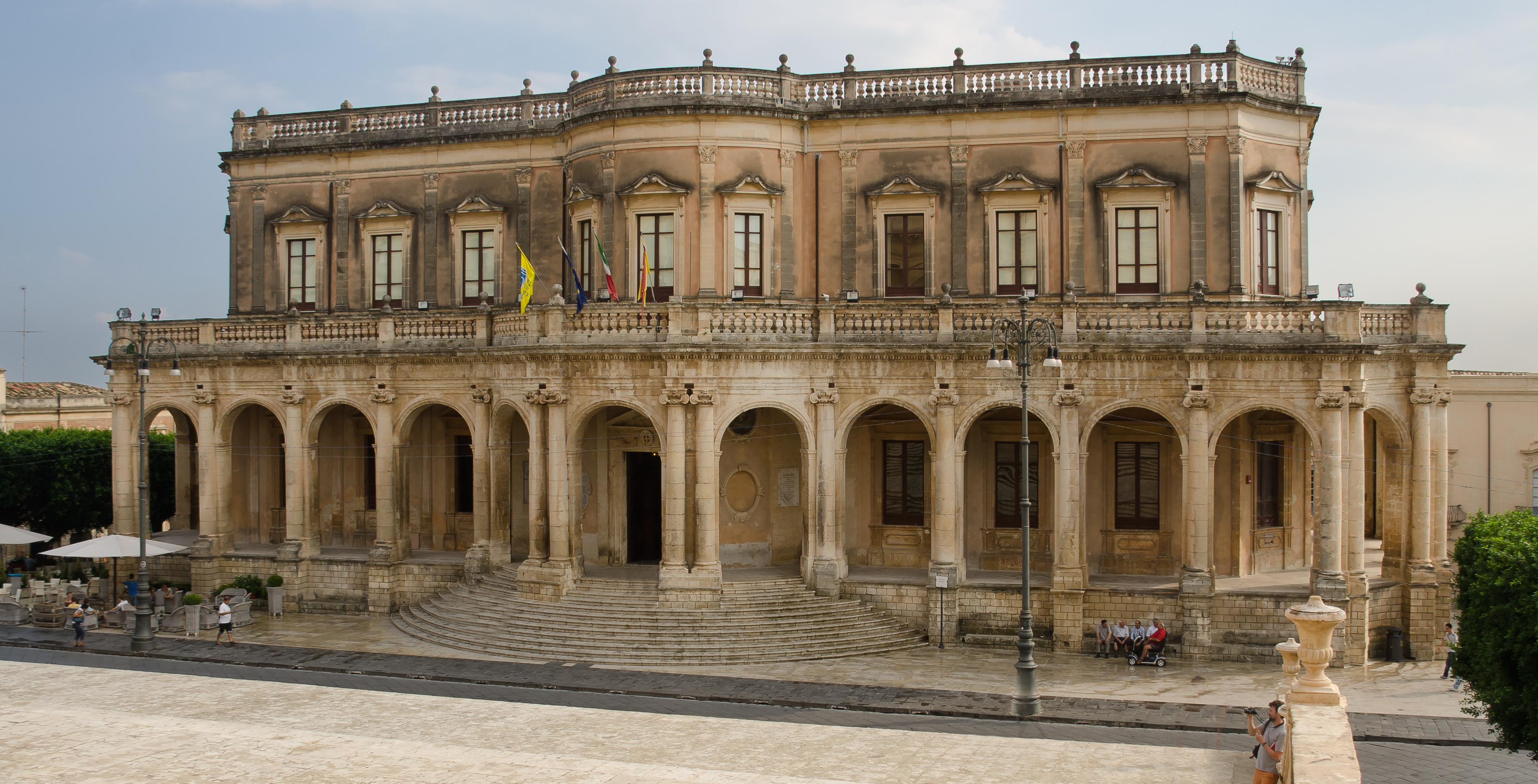
Le Palazzo Ducezio de Noto, œuvre de Vincenzo Sinatra, mélange le baroque au rez-de-chaussée et le néoclassicisme à l'étage supérieur.

Néanmoins l'influence britannique fit naître en Sicile une dernière embellie baroque. Marvuglia, toujours attentif aux évolutions architecturales du Royaume-Uni, approfondit le style hybride qu'il avait prudemment initié avec le Palazzo Riso-Belmonte en 1784, et combina de plus en plus librement des éléments baroques et palladiens. Le baroque sicilien tardif présente ainsi des similitudes avec le baroque qui est alors popularisé en Angleterre par Sir John Vanbrugh et par des édifices tels que le palais de Blenheim. L'église San Francesco di Sales édifiée par Marvuglia, presque exclusivement britannique dans son interprétation du baroque, en constitue un excellent exemple. Mais cette mode ne constitua qu'une brève parenthèse, et bientôt le néoclassique s'imposa partout. Peu d'aristocrates pouvaient encore se permettre de construire, ce qui fait que le nouveau style fut essentiellement appliqué à des bâtiments publics et civils, comme ceux des Jardins Botaniques de Palerme. Les architectes siciliens, y compris d'anciens maîtres baroques tels qu'Andrea Giganti, se mirent à la mode du néoclassique, mais cette fois d'inspiration française. La Villa Galletti de Giganti à Bagheria, par exemple, s'inspire ouvertement des réalisations d'Ange-Jacques Gabriel.
Tout comme aux premiers jours du baroque sicilien, les bâtiments néoclassiques les plus précoces présentent un mélange avec le style précédent. Le Palazzo Ducezio de Noto (illustration no 22) fut ainsi entamé en 1746, et son rez-de-chaussée, garni d'arcades jouant sur l'ombre et la lumière, relève du pur baroque. L'étage supérieur, ajouté quelques années plus tard, trahit une influence néoclassique française très prononcée, et ce malgré l'utilisation de frontons irréguliers au-dessus des fenêtres et la courbure de la baie centrale. Cet édifice est le signe que le baroque sicilien cédait progressivement la place au néoclassicisme français.

## Postérité

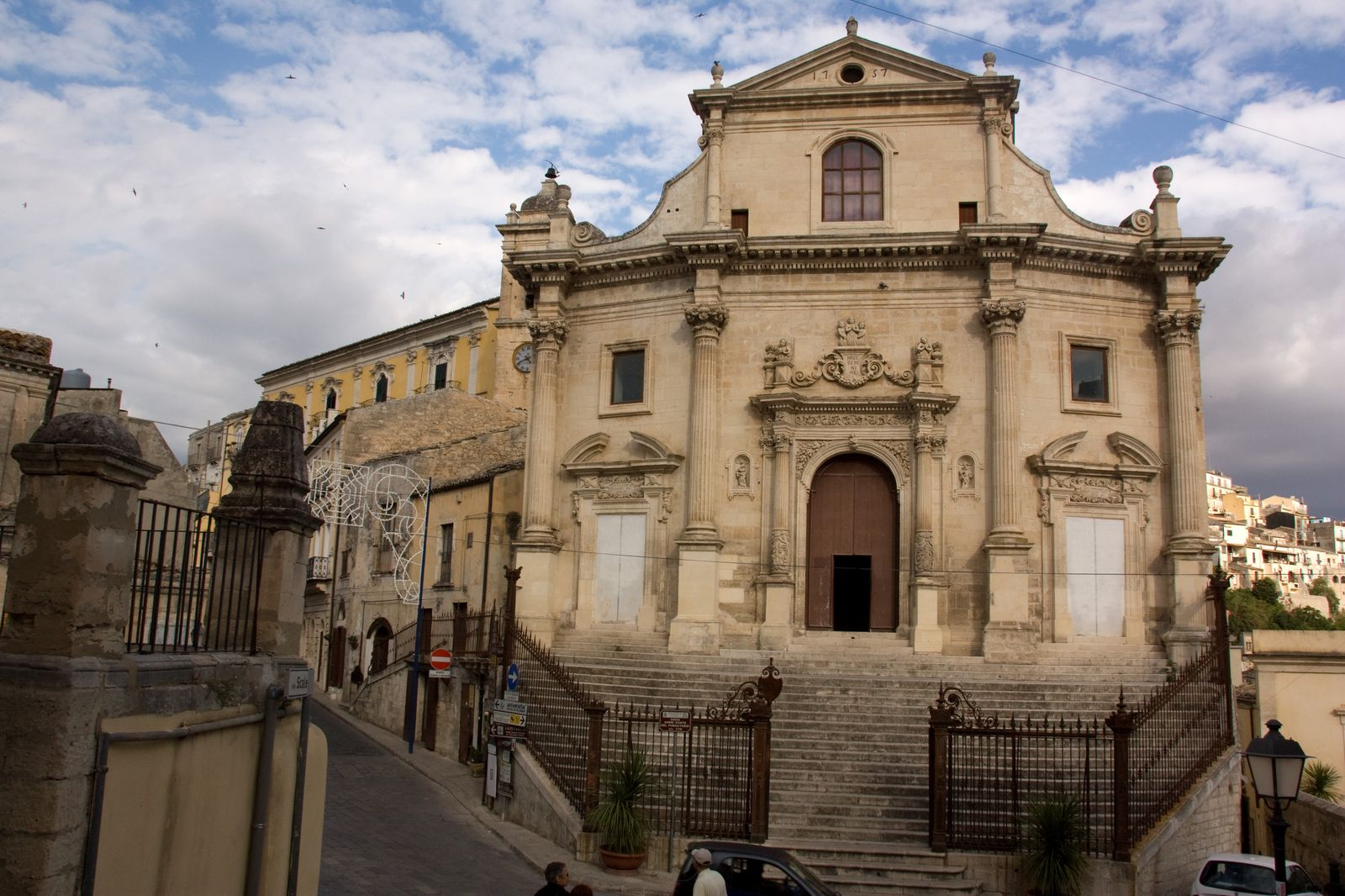
L'église Anime Del Purgatorio, à Raguse, fut construite dans la seconde moitié du XVIIIe siècle.

Le baroque sicilien est aujourd'hui reconnu comme un style architectural à part entière. Cela est dû en grande partie aux travaux d'Anthony Blunt, qui est l'un des seuls chercheurs à s'être intéressé spécifiquement au sujet.
La plupart des palazzi baroques restèrent des propriétés privées tout au long du XIXe siècle. Ils changèrent en revanche souvent de mains, au fur et à mesure que la vieille aristocratie tissait des liens matrimoniaux avec la bourgeoisie ou s'enfonçait dans l'endettement. Seules quelques rares familles ont pu conserver leurs demeures ancestrales jusqu'à aujourd'hui. Quant aux églises, la grande piété dont continue à faire preuve la population sicilienne leur permet de perpétuer leur vocation originale et de ne pas devenir de simples pièces de musée.
La dégradation et l'actuel état désastreux de tant de palazzi ne doivent pas être simplement imputés à des propriétaires peu soigneux, mais aussi au manque de volonté politique des gouvernements italiens qui se sont succédé au pouvoir. Certaines des plus belles villas ou des plus beaux palais, y compris le palais du prince de Lampedusa à Palerme, sont toujours en ruines depuis les bombardements américains de 1943. Bien souvent, rien n'a été tenté pour les restaurer ou même pour préserver ce qui en restait. Quant aux édifices qui ont survécu à la Seconde Guerre mondiale, ils connurent fréquemment un cloisonnement en bureaux ou en appartements, ce qui impliqua le démantèlement, la division ou la vente des intérieurs baroques.
À la différence de ce qui peut se voir au Royaume-Uni, les quelques représentants de l'aristocratie sicilienne habitant toujours leurs palazzi se sont abstenus de dénaturer leurs jardins en y exposant par exemple des animaux sauvages pour attirer les touristes. Les derniers princes, marquis et comtes de Sicile préfèrent souvent vivre dans un isolement plein de superbe, entourés de beauté et de déchéance. Les propriétaires et les pouvoirs publics commencent toutefois à vouloir assurer la sauvegarde de ce patrimoine de l'histoire sicilienne.
Les palais baroques de Sicile, profitant de l'essor touristique de l'île, ouvrent progressivement leurs portes à un public curieux et aisé, pour l'instant davantage des Américains ou des Britanniques que des Italiens. Il y a encore quelques années, la salle de bal du palais Gangi était la seule de la région à pouvoir s'enorgueillir d'avoir été le lieu de tournage d'un film, tandis qu'aujourd'hui nombre de grands salons d'apparat et de salles de bal se mettent à accueillir des événements publics ou privés. Quelques palazzi offrent même un service « Bed and Breakfast » aux visiteurs de passage, renouant ainsi avec la grande tradition d'hospitalité pour laquelle ils avaient été conçus.

## Liste des principaux architectes du mouvement
- Antonello Gagini
- Rosario Gagliardi
- Andrea Giganti
- Camillo-Guarino Guarini
- Stefano Ittar
- Paolo Labisi
- Giulio Lasso
- Giuseppe Venanzio Marvuglia
- Tommaso Napoli
- Andrea Palma
- Vincenzo Sinatra
- Giovanni Battista Vaccarini